# Historia del idioma catalán

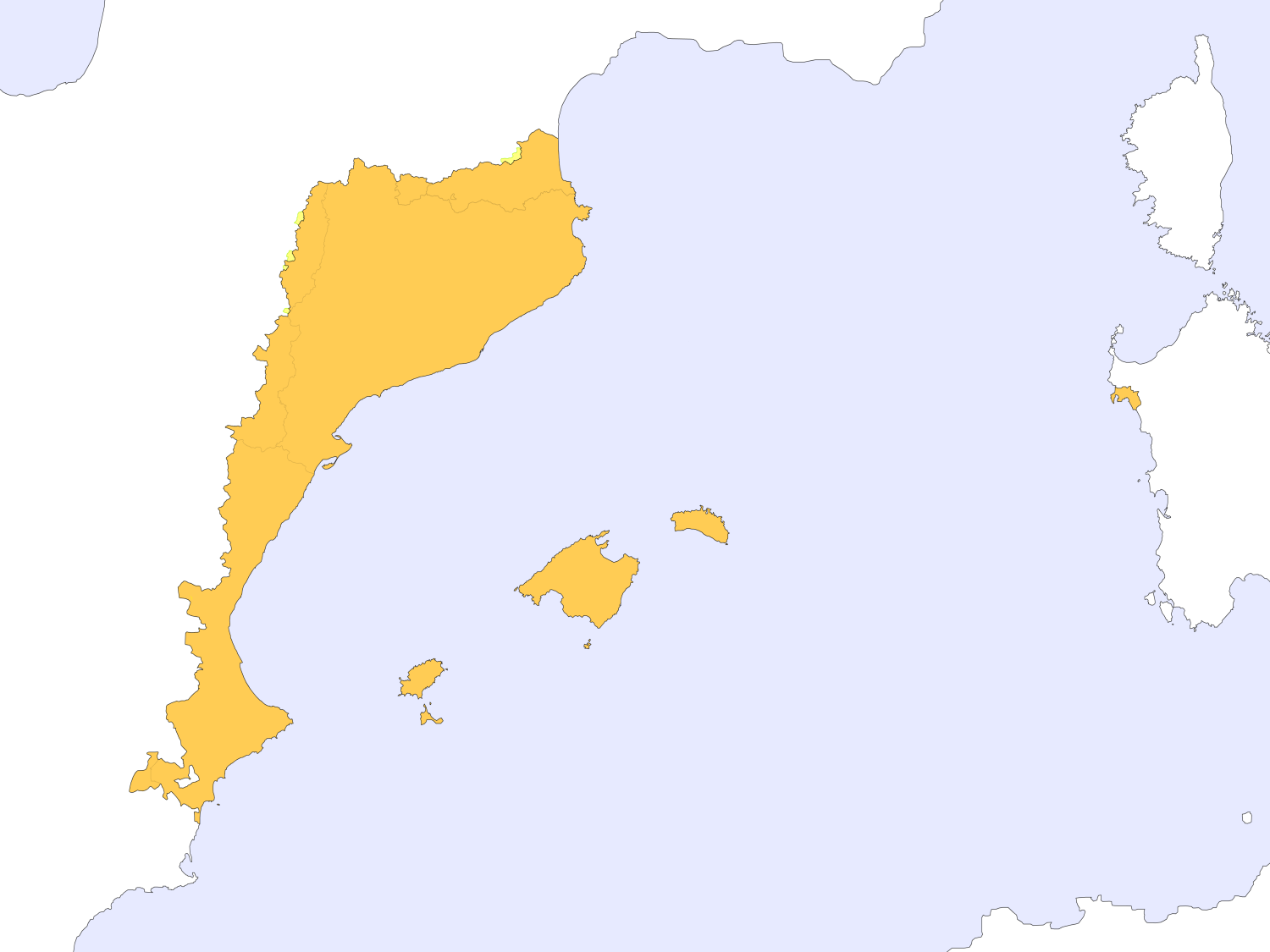
Territorios de lengua catalana.

La historia de la lengua catalana es el recorrido que ha realizado la lengua catalana (denominada valenciano en el territorio de la actual Comunidad Valenciana), desde su nacimiento a partir del latín vulgar hasta la actualidad, pasando por periodos de gran creatividad literaria, como la Edad Media o la Renaixença, y por otros de decadencia de la lengua, como la llamada Decadència. Esta historia se puede dividir en los siguientes tres periodos:
1. Catalán medieval, del nacimiento hasta la Edad Media. Estas pautas son aquellas graduales con las implantaciones de la escritura, con el destierro progresivo del latín, hasta el siglo XV, que fue el momento de máximo esplendor de la lengua medieval.
2. Catalán de la Edad Moderna, del siglo XV hasta la Renaixença. Es el momento de máximo esplendor del catalán y el periodo llamado de la Decadència, que abarca los siglos XVI, XVII y el XVIII, y que se caracteriza por la regresión de la lengua en todos los ámbitos de uso.
3. Catalán contemporáneo, de la Renaixença hasta la actualidad. En este periodo se sitúa la normalización gramatical y la recuperación de la oficialidad.

## Del nacimiento a la Edad Media
En la lingüística romance es frecuente hablar de la influencia de dos variedades lingüísticas en contacto, clasificando el tipo de influencia en tres categorías:
1. Sustrato: influencias lingüísticas que se incorporan al latín vulgar de los romanos que se encuentran en este territorio y que provienen de las lenguas que ya había, anteriores a la romanización.
2. Superestrato: influencias posteriores a la romanización que se incorporan a la lengua catalana a partir de las invasiones de los pueblos germánicos y árabe.
3. Adstrato: aportaciones lingüísticas de las lenguas vecinas.

Usualmente este tipo de influencias se debe a la existencia de cierto grado de bilingüismo o la adopción de palabras por prestigio lingüístico de lenguas alóctonas.

### El origen del catalán[2][3][4]

#### La realidad lingüística prerromana de Cataluña, la Comunidad Valenciana y las Islas Baleares

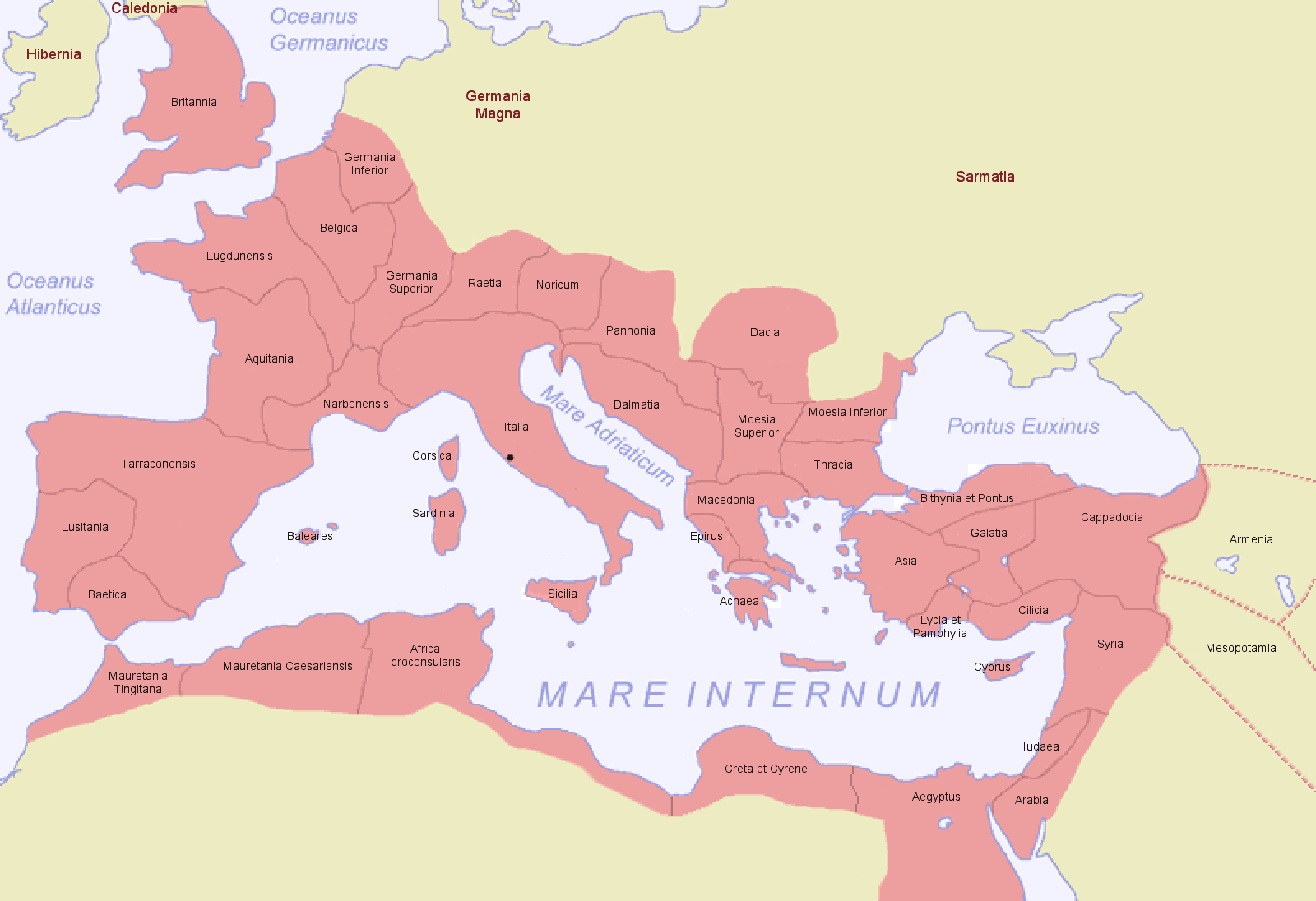
Mapa del Imperio Romano en el año 116 d. C.

Del 2000 al 218 a. C. se establecieron en el territorio que actualmente ocupan Cataluña, la Comunidad Valenciana y las Islas Baleares diversos pueblos, que hablaban lenguas diferentes entre ellos están los sorotaptos, los celtas, los fenicios, los griegos o los iberos. Las lenguas de estos pueblos conforman el sustrato catalán. En el año 218  a. C. los romanos desembarcaron en Ampurias. Su lengua, el latín, será de donde nacerá la lengua catalana.

#### La romanización y la sustitución lingüística por el latín
A pesar de haber desembarcado en 218 a. C., la romanización del territorio no comenzó hasta el siglo I a. C., y el principal centro romanizador fue Tarragona. Por "romanización" se entiende el proceso sociocultural de implantación en el territorio de la cultura, las leyes, las costumbres y la lengua dominante del Imperio Romano, que era el latín. No obstante, la romanización de Cataluña no fue uniforme y hubo zonas profundamente romanizadas, como el Ampurdán y la costa en general, junto a otras zonas de romanización menos intensa, como la zona de Olot y las zonas de la Cataluña interior, la zona pirenaica occidental no se romanizó hasta la Edad Media y se hablaba un idioma vascoide como indica la toponimia.
Gradualmente se dio una sustitución lingüística en estos territorios, y después de una etapa de bilingüismo entre el latín y las lenguas indígenas, el latín se acabó imponiendo. A pesar de eso, se observa que el latín hablado en cada territorio tenía particularidades fruto del sustrato de las lenguas indígenas que se hablaban. De esta forma, desde un primer momento hay diferencias entre el latín hablado en la península ibérica y el de Italia. Y aún, dentro del latín de la Península también había diferencias según zonas. Los hablantes, sin embargo, no tenían conciencia de estas diferencias.

#### El latín y la formación de la lengua catalana
El Imperio Romano, a lo largo del siglo V, comenzó a descomponerse, y también la unidad que representaba el latín, dando paso al nacimiento de las lenguas románicas que aparecen como variedades claramente diferenciadas del latín escrito hacia el siglo VIII. El conjunto de lenguas romances, o el lugar donde se hablan, es el que se conoce como Romania. La Romania se ha dividido tradicionalmente en dos grandes bloques el oriental y el occidental. El catalán es claramente una lengua del bloque occidental, que a su vez consta de diversos grupos. El catalán es claramente un miembro del grupo occitanorromance, del que forma parte además del catalán y el occitano.
El catalán presenta ciertas características similares a sus lenguas vecinas (el aragonés y el occitano). En esta sección se presentarán las características que hacen único al catalán en su evolución a partir del latín vulgar así como las características comunes con otras lenguas románicas. El catalán tiene una mayor relación con el occitano, junto con el que forma el grupo occitanorromance. Sin embargo, cuando las relaciones culturales se acabaron en el primer milenio, el catalán se fue ligando cada vez más a las lenguas iberorrománicas (las cuales son más conservadoras que el grupo galorromance al que pertenece el francés). Filogenéticamente existe una cierta base para considerar el occitanorromance como un grupo autónomo diferente del iberorromance propiamente dicho y el galorromance.
Características comunes con las lenguas romances occidentales, pero no con las italorrománicas
- Sonorización (y lenición) de -P-, -T-, -C- intervocálicas en -b-, -d-, -g- (CAPRA 'cabra' → cabra, CATĒNA 'cadena' → cadena, SECŪRVS 'seguro' → segur).
- La pérdida de la geminación en consonante oclusivas.
- Desarrollo de /ts/ (más tarde /s/) en vez de /tʃ/ de la /k/ palatalizada.  Por ejemplo, CÆLVM ('cielo') → catalán antiguo cel /tsɛl/ → moderno [ˈsɛɫ] (cf. italiano cielo /tʃɛlo/).
- Desarrollo de c en ct, cs en /j/ palatal (vs. /tt/, /ss,ʃʃ/ en italiano).
- Pronunciación apicoalveolar de /s/ y /z/. (Esta fue una vez común a todas las lenguas romances occidentales, pero ha desaparecido en francés, en algunos dialectos del occitano y en portugués).

Características comunes con las lenguas galorrománicas
- Caída de las vocales átonas finales excepto a (MŪRVM → *muro → mur, FLŌREM → flor); cf. el mantenimiento de todas las vocales finales (italiano muro, fiore). El resultado finas de las obstruyentes sonoras es el ensordecimiento: frigidvs ('frío') → fred [ˈfɾɛt] o [ˈfɾet]. Sin embargo, las fricativas sonoras finales se ensordecen ante vocales y ante consonantes sordas (asimilación regresiva de sonoridad): els homes 'los hombres' [əɫs] + [ˈɔməs] → [əɫˈzɔməs]; peix bo 'pez bueno' [ˈpe(j)ʃ] + [ˈbɔ] → [ˈpe(j)ʒˈβɔ]. (La misma obstrucción final ocurre en todas las lenguas romances occidentales mientras los obstruyentes sean finales, aunque esto es raro en las lenguas iberorrománicas). Cf. portugués luz "luz" /lus/ vs. luzes "luces" /ˈluzɨs/,/luzis/, español antiguo relox "reloj" /reˈloʃ/ vs. relojes "relojes" /reˈloʒes/.) (Mantenimiento aparente de -o en la primera persona del singular y de -os en los plurales son desarrollos secundarios: el catalán antiguo no posee primera persona del singular en -o, y el -os para los plurales ocurre sin justificación etimológica, e.g. peixos "fishes" < PISCĒS, cf. Portuguese peixes.)
- Diptongación de /ɛ/ y /ɔ/ ante consonantes palatales (con la consiguiente pérdida de la vocal media si se produce un triptongo). En español no hay diptongación.  (Pero la diptongación entre palatales ocurre en aragonés). Latín coxa 'muslo' → */kuoiʃa/ → cuixa (cf. francés cuisse pero portugués coxa). Latín octō 'ocho' → */uoit/ → vuit (cf. francés  huit pero portugués oito, español ocho; occitano antiguo ambos ueit y och).  Latín lectum 'lecho' → */lieit/ → llit (cf. francés lit pero portugués leito, occitano antiguo ambos lieig y leit; lecho en español).
- Preservación de pl-, cl-, fl- iniciales (plicāre 'fold' → aplegar 'llegar', clavis 'llave' → clau, flamma 'llama' → flama); cf. palatalización de estos grupos consonánticos en español llegar, llave, llama portugués chegar, chave, chama. En el grupo italorromance esto remplaza la segunda consonante con una -i- [j]; por lo tanto en italiano piegare, chiave, fiamma.

Características comunes con el francés, el portugués y el occitano pero no con el español
- /ɡ/ + yod o /e/ or /i/ inicial, /d/ + yod, /j/ → [dʒ]* → [ʒ] or [dʒ], en vez de la española /j/.  El sonido se conserva en todos los casos, en vez de perderse en sílabas átonas: gelvm ('hielo') → gel [ˈʒɛɫ] or [ˈdʒɛɫ] (cf. español hielo /jelo/; pero en portugués gelo, occitano gel). iectāre ('echar') → *gieitar → gitar [ʒiˈta] or [dʒiˈta(ɾ)] (cf. portugués jeitar, occitano gitar, francés jeter).
- Antigua /dʒ/ permanece en la actualidad como /dʒ/ actual o /ʒ/, en vez del español /x/.
- Sibilantes sonoras permaneces como tales, mientras que en español se convierten en sibilantes sordas.
- /f/ inicial permanece, mientras que en español se convierte en /h/ antes de vocal (i.e. a menos que preceda a una /r/, /l/, /w/, /j/). (En gascón de hecho se desarrolla la /f/ en /h/ en todas las circunstancias, incluso ante consonantes o semivocales).
- /l/ + yod intervocálica (-li-, -le-), -cl- → ll [ʎ] en vez de j ([(d)ʒ] español antiguo, [x] moderno): muliere 'mujer' → muller, oricla 'oreja' → orella, veclu 'viejo' → vell. Cf. portugués mulher, orelha, velho, occitano molher, francés oreille, vieil).
- Desarrollo de -ct- a /(j)t en vez de un desarrollo mayor a /tʃ/. Tanto el español como el occitano meridional (los dialectos más cercanos al catalán) tienen /tʃ/, pero el occitano septentrional, el francés, y todas las lenguas iberorrománicas (portugués, leonés, aragonés) tienen /(j)t/. E.g. lactem → *lleit → llet (Cf. español leche, occitano meridional laich, occitano septentrional lait, francés lait, portuguésleite).

Características comunes con las lenguas occitanorrománicas
- Preservación de ŏ breve y tónica del latín vulgar da lugar a o "abierta" (=AFI [ɔ]) (fŏcum 'fuego'→ foc [ˈfɔk], bŏvem 'buey'→ bou [ˈbɔw]); cf. mientras que en español diptonga fuego, buey.  El francés diptonga las sílabas abiertas, así miel, francés antiguo buef (moderno boeuf /bœf/). Esta misma preservación también ocurre en portugués (fogo, boi). Nótese que el occitano, pero no el catalán, diptonga estas vocales ante consonantes velares, i.e. /k/, /ɡ/, /w/: pero fuec, bueu.
- La ĕ tiene un resultado mucho más accidentado, junto a las líquidas /r, l, ʎ/ da como en la mayoría e lenguas románicas e "abierta" (=AFI [ɛ]) (o descendientes directos de ese sonido), ejemplos: tĕrra 'tierra' → terra, *mĕle 'miel' → mel, *pelle 'piel' → pell [pɛʎ]); mientras que en español diptonga en tierra, miel, piel. El francés diptonga las sílabas abiertas, así miel, francés antiguo pero terre sin diptongo).  Esta misma preservación también ocurre en portugués (terra, mel). sin embargo, en otros entornos fonéticos, el resultado de ĕ es una e "cerrada" (=AFI [e]) como en: mĕmbrum 'miembro' → membre [ˈmembɾə], tenĕbra 'tiniebla' → tenebra [təˈneβɾə] o *petia 'pieza' → peça [ˈpesə], esto es un desarrollo ideosincrático del catalán no encontrado en otras lenguas románicas.
- Desarrollo de /v/ final en /u/: navem 'nave' → nau (cf. occitano nau, francés nef); brevem 'breve' → breu (cf. occitano breu, francés bref, español no final breve).
- Caída de -n en final de palabra (en un principio intervocálica): panis ('pan') → pa, vinum ('vino') → vi. (En algunos dialectos del occitano, e.g. provenzal, la consonante no se pierde.) No ocurre así en Languedoc y en catalán septentrional, donde los plurales conservan esta [n]: pans, vins.
- Fusión del protoromance occidental /ð/ (de la -d- intervocálica) y /dz/ (de -ty-, -c(e)-, -c(i)- intervocálicas).  El resultado fue en un principio /z/ o /dz/, aún preservado en occitano y parcialmente en catalán antiguo, pero en catalán moderno pasó a /w/ o se perdió.

Características comunes con el español pero no con el occitano
- Preservación de /u/ y /o/ de romance occidental como [u] y [o], en vez del galorrománico [y] y [u], respectivamente (también en portugués). En latín (lūna 'luna' → lluna [ˈʎunə] o [ˈʎuna/ɛ], occitano luna [ˈlynɔ], francés lune [lyn]. Latín  (duplum 'doble' [ˈdoβle]  → doble [ˈdobːɫə] o [ˈdoβle], occitano doble [ˈduble], francés double [dubl].
- Desarrollo de  -au, ai- en /ɔ,e/ en vez de la preservación de  /au,ai/ (pero el portugués tiene /ou,ei/).  E.g. caulem 'cabbage' → col, paucum 'poco' → poc. (Lo mismo ocurre en francés).
- Palatalización de -x- /ks/, -sky- /skj/, -ssy- /ssj/ en [(j)ʃ] (también en portugués). Latín coxa 'thigh' → cuixa, portugués coxa vs. francés cuisse.  Latín laxāre → catalán y portugués deixar, español antiguo dexar, pero francés laisser, occitano antiguo laisar. Latín bassiāre → catalán y portugués baixar, español antiguo baxar, pero francés baisser.
- -ll- intervocálica → ll [ʎ]: caballum → cavall (cf. español caballo con [ʎ] aún preservado en distritos rurales conservadores en España; portugués cavalo, occitano caval, francés cheval, todos con /l/ simple). En algunos casos, /l/ aparece como resultado de una simplificación temprana de -ll- después de una vocal larga: vīlla 'villa' → vila; st(r)ēlla 'estrella' → catalán occidental estrela, oriental estrella (cf. portugués estrela < -ll- pero francés étoile < -l-).
- Reducción del grupo consonántico -mb- a -m(-): camba 'pierna' → cama; lumbum 'lomo' → llom; columbum 'paloma'  → colom (cf. portugués lombo, pombo/pomba). Ocurre en algunos dialectos occitanos (gascón y Languedoc meridional).

Características que no están en español o (la mayoría de) occitano, pero sí en otras lenguas minoritarias románicas
- Reducción del grupo consonántico -nd- a -n- (camba 'cama' → cama, mandāre 'mandar' → manar). Compárese la reducción de -mb- a -m-.  También se encuentra en gascón y en Languedoc meridional.
- Palatalización de l- inicial (lūna 'luna' → lluna, lupus 'lobo' → llop). Esta característica se puede encontrar también en el dialecto de Foix del occitano y en asturleonés.
- Palatalización de -sc- ante -e,i- en [(j)ʃ]. Especialmente visible en verbos de la tercera conjugación  (-īre) que toman lo que originalmente era un infijo incoativo (-ēsc-/-īsc-), e.g. servēscit 'serves' (3.ª persona del singular del presente de indicativo) → serveix/servix. También se da en aragonés, leonés y en algunas palabras del portugués. (En portugués piscem 'pez' → peixe, miscere 'mezclar' → mexer, pero la mayoría de los verbos en -scere acaban en (s)cer, e.g. crēscere 'crecer' → crescer, nascere 'nacer' → nascer, *offerescere 'ofrecer' → oferecer.)

Características únicas no encontradas en otras lenguas
- Desarrollo inusual temprano de /(d)z/, resultado de la fusión de /ð/ del protorromance occidental (de -d- intervocálica) y /dz/ (de -ty-, -c(e)-, -c(i)- intervocálicas); véase arriba la nota sobre un proceso similar en occitano. En antiguo catalán temprano, se convierte en /w/ en posición final o ante consonante, permaneciendo como /(d)z/ entre vocales. En antiguo catalán tardío, /(d)z/ se pierde entre vocales:
  - pedem 'pie' → peu
  - crucem 'cruz' → creu, crēdit '(él) cree' → (ell) creu
  - Verbos de la segunda persona del plural acabados en -tis: mirātis 'miráis' → *miratz → mirau → mireu/mirau
  - ratiōnem 'razón' → *razó → raó
  - vicīnum 'vecino' → *vezí → veí
  - recipere 'recibir' → *rezebre → rebre
- Reversión parcial de /e/ y /ɛ/ del protorromance occidental según los siguientes pasos:
  - (1) /e/ acentuada  → /ǝ/ en la mayoría de los casos
  - (2) /ɛ/ acentuada  → /e/ cuando no está en contacto con las líquidas //
  - (3) /ǝ/ acentuada se mantiene en las islas Baleares; /ǝ/ → /ɛ/ (en catalán oriental, es decir, el estándar); /ǝ/ → /e/ (en catalán occidental).
- Desarrollo secundario de consonantes dobles (/ll/, /mm/, /nn/, /ʎʎ/): septimāna ('semana') → setmana [səmˈmanə], cutina de cutis ('corteza') → cotna [ˈkonːə], modulum ('molde') → motlle/motle [ˈmɔʎːə]/[ˈmɔlːe].  Más tarde aumentada mediante préstamos del latín clásico (latinismos): athlēta ('atleta') → atleta [əɫˈɫɛtə], intelligentem ('inteligente') → intel·ligent [intəɫːiˈʒen(t)].

El italiano ha duplicado consonantes de todo tipo, pero en su mayor parte representan preservaciones directas del latín en lugar de desarrollos secundarios. Las geminadas en latín vulgar /ll/, /rr/, /nn/ y a veces /mm/ se desarrollaron de manera diferente en las distintas lenguas romances occidentales de las consonantes individuales correspondientes, pero de maneras divergentes, lo que indica que las formas geminadas deben haberse conservado en las formas medievales tempranas de esos idiomas, incluso después de que las geminadas obstruyentes se perdieran. Algunos dialectos del aragonés (una lengua hermana del catalán) todavía conservan /ll/ como el reflejo de la /ll/ latina. Las resonantes gmeinadas catalanas modernas no descienden de estas geminadas medievales (/ll/, /mm/, /nn/ geminadas →  /ʎ/, /m/, /ɲ/), sino que el desarrollo de las geminadas resonantes secundarias puede haber sido influenciado por los dialectos cercanos donde aún se mantienen las geminadas originales o por otras geminadas secundarias que se deben haber existido en un momento dado (por ejemplo, duodecim → protorromance occidental /doddze/, donde el resultado de /ddz/ se distingue de la simple /dz/ en catalán, occitano y francés, y donde el resultado douze francés, sin diptongación, indica claramente una consonante geminada).

### El catalán preliterario

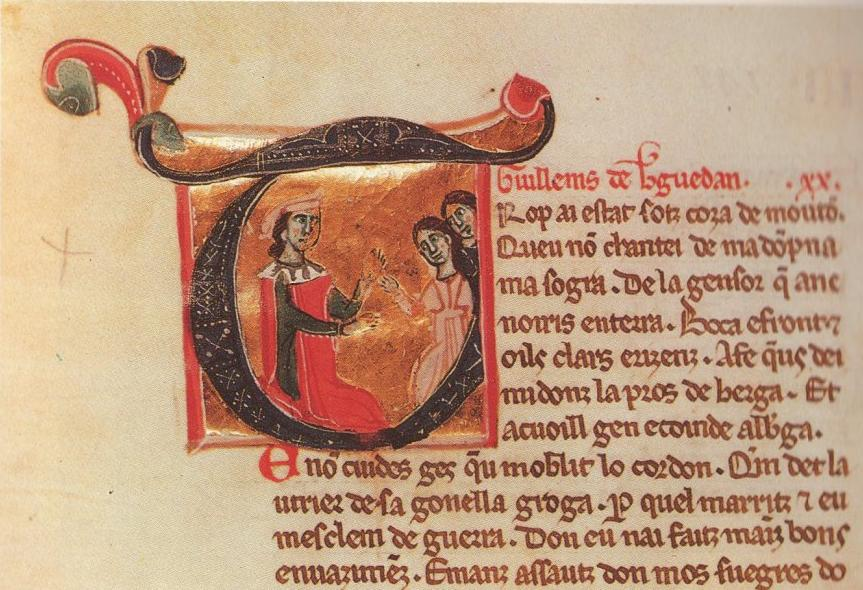
El trovador Guillem de Berguedan con dos damas.

Durante este período, que comienza con la llegada de los germanos a la península ibérica, el catalán se fue desarrollando como lengua oral, apartándose de la estructura del latín e irá tomando préstamos léxicos tanto de las lenguas germánicas como del árabe. El catalán preliterario (a veces llamado proto-catalán) era una lengua muy cercana al occitano, junto con cuyas variedades forma las lenguas occitanorrománicas.

#### Las invasiones germánicas

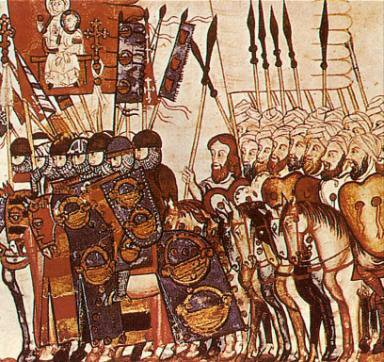
La Reconquista peninsular

Aprovechado la decadencia del Imperio Romano, los visigodos comenzaron a ocupar territorios dominados hasta entonces por los romanos. Esto duraría desde el siglo V al VII. El legado lingüístico de estas invasiones formará parte del superestrato de la lengua catalana.

#### La invasión musulmana
En el siglo VIII se produjo la invasión musulmana de la península ibérica. Pronto, sin embargo, los francos de Carlomagno iniciaron un proyecto de reconquista para asegurarse una zona de seguridad ante el avance musulmán. Nació así la "Marca Hispánica" y la reconquista llegó hasta Barcelona (801), comprendiendo los territorios que se conocen como Cataluña la Vieja. La reconquista de los territorios del sur de Cataluña, Cataluña la Nueva, se hicieron esperar hasta el siglo XII.
La influencia de las lenguas germánicas y del árabe sobre el  latín/catalán que se hablaba en estos territorios influyó de manera diferente: el árabe tuvo mucha más influencia sobre el catalán hablado en Cataluña la Nueva, bajo dominio musulmán durante muchos más años que no Cataluña la Vieja, donde muy poca influencia encontramos en el superestrato.

### La formación de la lengua literaria

#### La conciencia de diferenciación lingüística latín/catalán

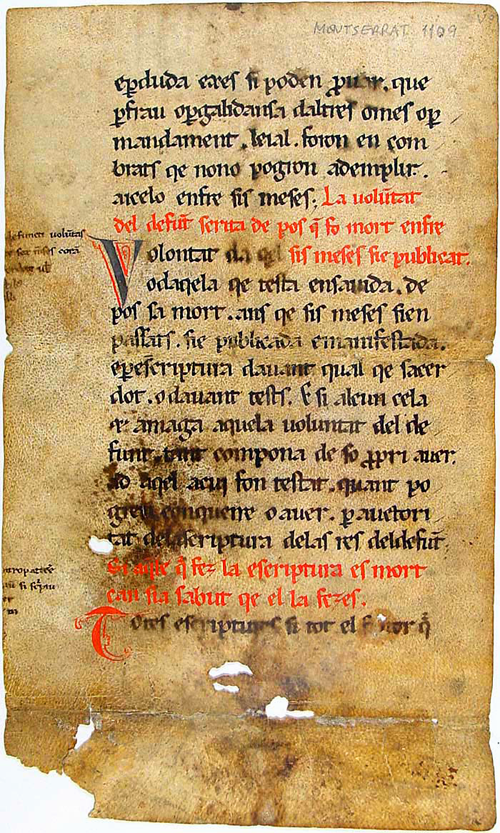
Se considera este fragmento del Liber Iudiciorum, una compilación de derecho visigodo, el primer texto escrito en lengua catalana derivado del original en latín, hacia finales del.

Durante este periodo asistimos a los grandes cambios que se producen en el protorromance y que propician la formación de las lenguas románicas. Gracias al esfuerzo de Carlomagno se produjo dentro del Imperio Carolingio, del cual formaba parte la "Marca", un renacimiento intelectual (la Renovatio carolingea) que promovía el renacimiento de la cultura latina cristiana. Para hacerlo efectivo se propuso el restablecimiento del latín literario.
El resultado de este intento fue que la inmensa mayoría de la gente no entendía lo que se le decía, y comenzó a tomar conciencia de que aquel latín que pensaban que hablaban había evolucionado hasta el punto de convertirse en una lengua completamente diferente. Desgraciadamente, y aunque se piensa que la lengua catalana siguió una evolución paralela a la del resto de las lenguas románicas, la documentación que ha sobrevivido no es directa, y no explicita la conciencia de diferenciación entre el latín y el primitivo romance catalán.
Por varios indicios, podemos afirmar que el catalán ya era hablado en este rincón de la Península hacia el siglo VIII. Es decir, el latín hablado desde los primeros siglos de nuestra era había evolucionado bastante como para diferenciarse de la lengua vulgar de Roma y ser notablemente diferente. No obstante, los documentos de la época son escritos en latín (bastante degradado y en algunos aspectos cercano al catalán).

#### Los primeros testimonios de catalán escrito

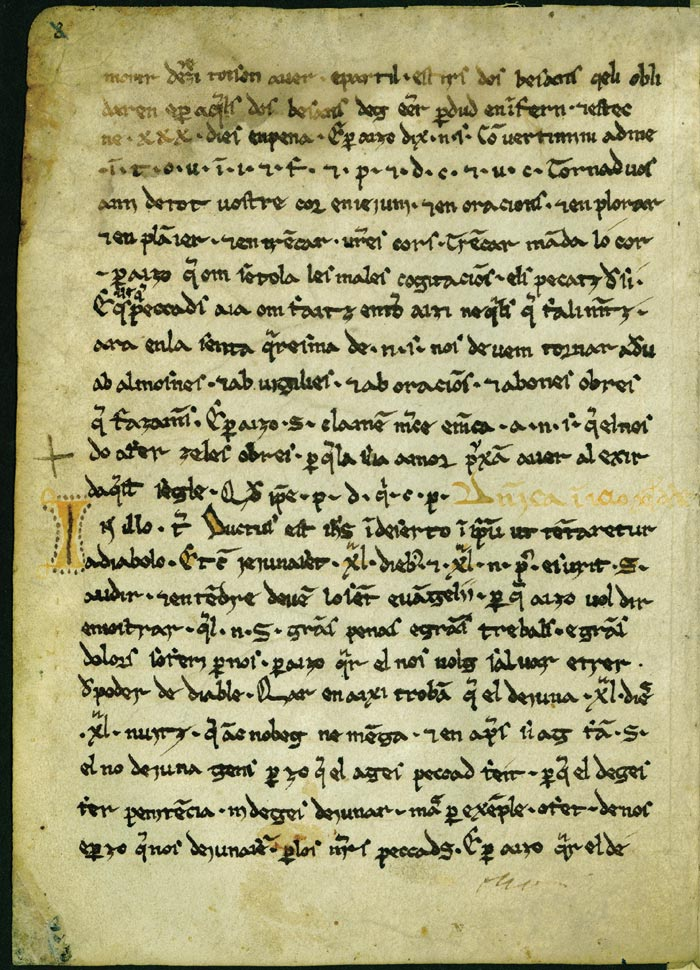
Les Homilies d'Organyà

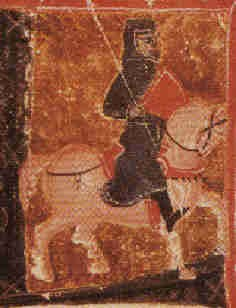
El trovador Bertran de Born

En el siglo IX, en estos mismos documentos cotidianos (testamentos, actas, ventas, etc.) aparecen claramente palabras y construcciones catalanas, lo que ya nos indica que la lengua oral de quien redactaba el escrito era bien diferente de aquella en la que escribía.
Este mismo siglo se produce una decisión importante para las lenguas románicas: la Iglesia decidía en el Concilio de Tours del año 813 que había que traducir las homilías in rusticam Romanam linguam para que los feligreses entendieran la Palabra.
En el siglo IX, aunque se encuentran escasas muestras de características típicas del catalán en medio de textos en latín, por ejemplo el nombre de Palomera en latín Palumbaria, encontrado en el acta de consagración de la Catedral de Urgell redactada en el último tercio del siglo IX. En otro texto, este ya de principios del siglo XI, aparece en medio de un texto latino, de 1034, el nombre de siete árboles frutales en catalán:

morers III et oliver I et noguer I et pomer I et amendolers IIII et pruners et figuers

A finales del siglo XI se encuentran documentos feudales escritos íntegramente en catalán, mientras que a principios solo aparecían palabras y expresiones. El manuscrito Greuges de Caboet es el texto más antiguo que se conserva totalmente en catalán, de temática feudal y fue escrito entre 1080 y 1095. Del 1098 data el Juramento de Pau y Tregua del conde Pere Ramon de Pallars Jussà al obispo de Urgell.
En el siglo XII encontramos otros documento feudales como los Agravios de los hombres de Sant Pere de Graudescales y los Agravios de los Hombres de Hostafrancs de Sion, que como los Agravios de Caboet, proceden del área antigua del Obispado de Urgell. En el mismo siglo surgen las primeras traducciones o adaptaciones de origen jurídico, como el Liber iudiciorum (Libro de los Juicios o Libro Juzgue) o Forum iudicum data paleográficamente de finales del siglo XII conservado en la Biblioteca de la Abadía de Montserrat y se cree que es una copia de una traducción de mediados del siglo XII mientras que otra versión catalana del mismo Liber iudiciorum que se conserva en el Archivo Capitular de Urgell, en Seo de Urgel, fecha de la primera mitad del siglo XII, paleográficamente y lingüísticamente.
En el siglo XIII surgen las Homilías de Organyà (comentario en catalán de unos pasajes del Evangelio, escritos en latín), consideradas el primer texto literario escrito originariamente en catalán, puesto que los anteriormente citados no son considerados literarios. Se trata de una colección de sermones conservada en esta población, que, junto con el Forum, se habían considerado tradicionalmente los primeros textos en catalán.
Hay que destacar también la Canción de Santa Fe, uno de los textos literarios más antiguos escritos en catalán u occitano. Fue escrita entre 1054 y 1076.
Se trate de una hagiografía de Santa Fe de Agen contada en 593 versos octosílabos dividida en un número variable de coplas consonantes según las versiones (de 41 a 55).

#### Una lengua para el derecho y el comercio

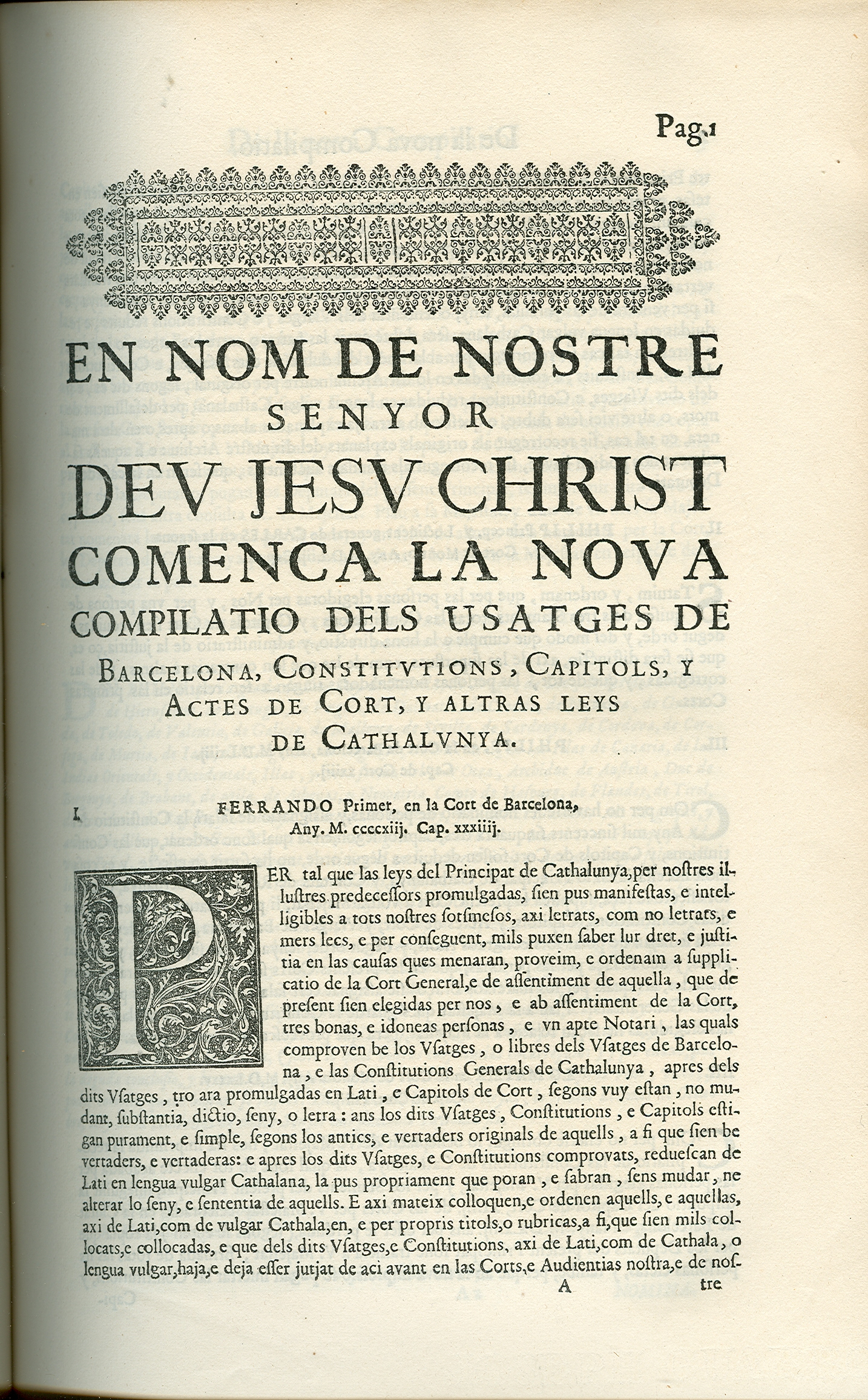
Compilación de los Usatges de Barcelona, y de las Constituciones catalanas, Capítulos, Actas de cortes y otras Leyes de Cataluña de las Cortes de Barcelona (1413) (edición impresa).

En el siglo XIII ya aparecen textos en catalán. Se trata de textos jurídicos y comerciales. Cataluña, bajo la hegemonía del casal de los condes de Barcelona, iba adquiriendo fisionomía propia e independiente y al mismo tiempo se iba vertebrando: las ciudades crecían y la vida comercial acontecía uno de los ejes de la vida económica. En este contexto, los pactos feudales o las leyes francas acontecían inadecuadas y era necesario adaptarlas a la nueva situación.
Entre los textos jurídicos que hay que destacar los Usatges de Barcelona (originariamente escritas en latín, pero tenemos una traducción catalana de la segunda mitad del XIII). En  Valencia, y respondiendo a la necesidad de organizar jurídicamente el territorio acabado de conquistar, apareció un texto de gran importancia jurídica y lingüística: los Fueros de Valencia (en latín el 1261 y traducidos al catalán a continuación). Se trata de un tratado jurídico que establece las costumbres y leyes para la regulación cotidiana. Igualmente es de la segunda mitad del siglo XIII el libro Costumbres de Tortosa, código de derecho.

#### La aparición de la prosa literaria. Ramon Llull
Ramon Llull (Mallorca 1232-1315) es el creador de la prosa literaria en lengua catalana. Es el primer escritor europeo que utiliza una lengua románica popular para tratar sobre temas que hasta entonces estaban reservados al latín: filosofía, ciencia, etc. Esto lo hizo para no reducir su obra al campo de la gente que conocía latín.
Llull, sin embargo, no partió de cero. Había obras anteriores en catalán y contemporáneas, pero ninguna de ellas tiene su calidad e importancia. Entre sus obras destacan: El Llibre de contemplació en Déu, El Blanquerna, el Llibre d'Amic e Amat, el Llibre de l'orde de cavalleria, etc.

#### La historiografía. Las cuatro grandes crónicas
La traducción al catalán de De rebus Hispaniae (1268) del arzobispo de Toledo Rodrigo Ximénez de Rada y la traducción de Gesta comitum constituyen los textos históricos en catalán más antiguos que se conservan, a pesar de ser obras sin intención literaria. Paralelamente, a finales del siglo XIII y durante el siglo XIV, aparece un tipo de historia popular, en catalán, muy diferente de estas crónicas monacales y faltas de estilo literario.
A mediados de siglo XII, junto a las crónicas latinas de carácter erudito y monacal, aparecen en los territorios de la Corona de Aragón unas crónicas de tipo popular para ser memorizadas y recitadas. Destacan en catalán las denominadas "quatre grans cròniques": la de Jaime I de Aragón, la de Bernat Desclot, la de Ramon Muntaner y la de Pedro el Ceremonioso. Se caracterizan por el hecho de historiar acontecimientos contemporáneos o bien inmediatamente anteriores.
Las cuatro grandes crónicas representan la madurez definitiva de la prosa catalana iniciada con Ramon Llull, y desde un punto de vista ideológico se atisba en todas ellas un sentimiento patriótico y nacionalista desconocido en la literatura anterior.[cita requerida]

#### La expansión peninsular y mediterránea

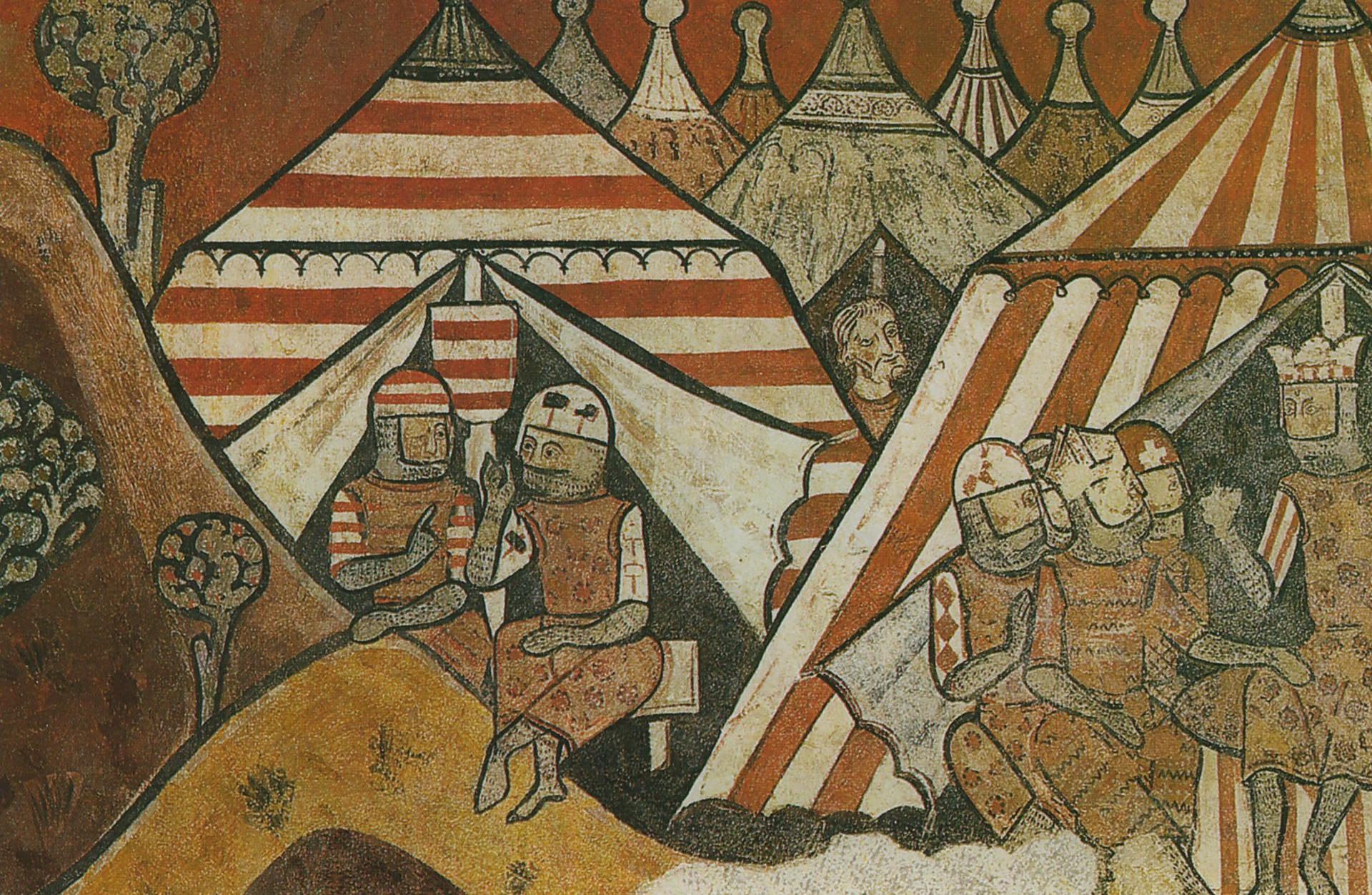
La conquista de Mallorca

La elaboración de las cuatro grandes crónicas se tiene que relacionar con la expansión de la Corona de Aragón más allá de sus fronteras. En la Península, Jaime I el conquistador fue uno de los impulsores de la Reconquista. Destacan la conquista de Mallorca, en 1229 (repoblada por gente del Ampurdán y la Cataluña Vieja), Valencia, durante el periodo de 1233-1245 (el Reino de Valencia fue posteriormente repoblado por catalanes y aragoneses, con mayorías según comarcas que acabarían conformando la actual dualidad lingüística valenciana, y fue un proceso largo que no acabará hasta el siglo XVII, tras la expulsión de los moriscos, si bien hay autores que ponen en entredicho esta repoblación como origen de dicha dualidad lingüística), Sicilia, en 1282, Cerdeña, en 1327 (sobre todo la ciudad de la Alguer, repoblada totalmente por catalanes) y finalmente Grecia y Neopatria, a inicios del XIV. 
El origen de la actual extensión del catalán se encuentra en la Corona de Aragón, donde el romance era la lengua dominante y más hablada, hablado por el 80% de la población. En algunos territorios, como las Baleares y Valencia, arraigó el catalán. En otros como el Alguer, se ha conservado con dificultades. Y en lugares como Grecia, el catalán no consiguió arraigar.

#### La lengua de la poesía
Hasta que en el siglo XV Ausiàs March (Beniarjó, 1397 - Valencia, 1459), que fue uno de los poetas más importantes del Siglo de Oro valenciano, empezó a escribir poesía sin occitanismos, la lengua en que se escribía la poesía en la Corona de Aragón era el occitano, pero no era una forma de occitano de ninguna localización geográfica concreta: era una lengua koiné literaria, a menudo artificial, común de todas las cortes occitanas. El mundo catalán y el occitano, durante los siglos XII y XIII, estaban muy relacionados. Si actualmente el catalán y el occitano son dos lenguas muy parecidas, en aquella época lo eran mucho más y, por lo tanto, los poetas catalanes no debían de tener mucha dificultades para escribir en occitano.
La batalla de Muret (1213) significó el inicio de la decadencia de la sociedad occitana y su lengua. Aun así, desde Cataluña surgieron iniciativas que alargaron la vida del occitano como lengua de la poesía. Sin embargo, los poemas hechos por autores catalanes a finales del XIV comienzos del XV estaban bastante llenos de catalanismos. Se habla de un proceso de catalanización y de desprovencialización de la poesía catalana de esta época.

#### La Cancillería Real

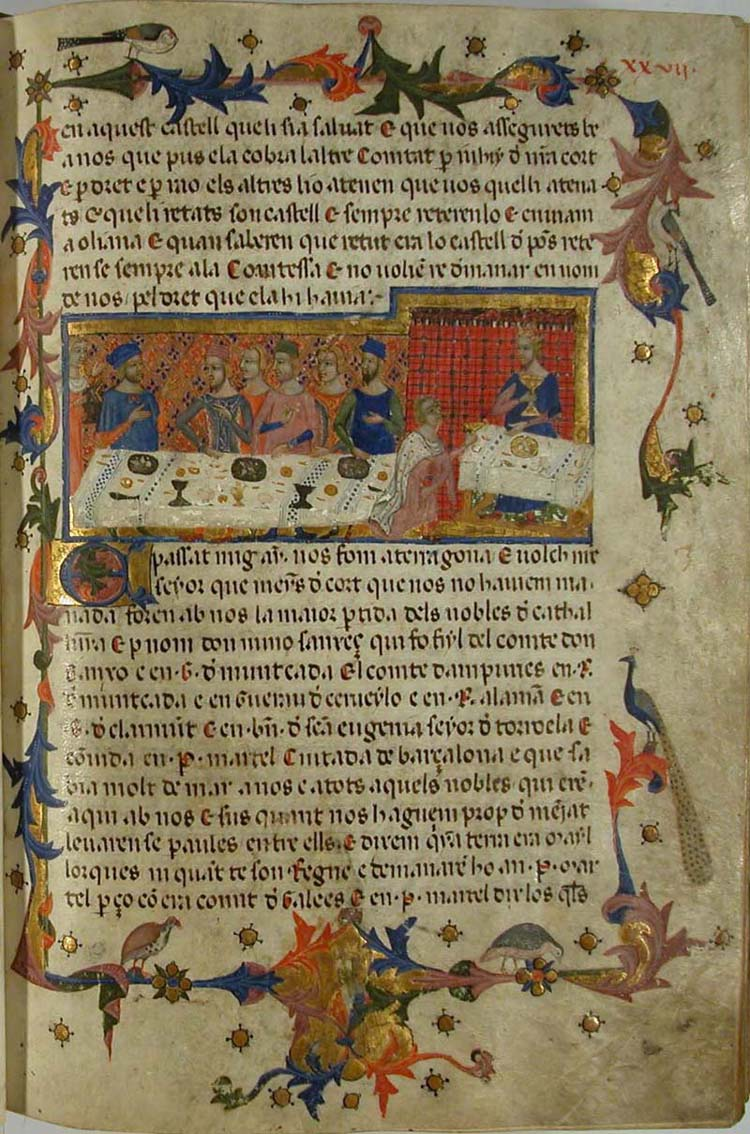
Llibre dels Fets

Pedro IV de Aragón (1319-1387) se dio cuenta de que existía un estrecho vínculo entre poder y lengua, y por eso se propuso de reformar la Cancillería Real. La Cancillería había sido creada en el siglo XIII y era un organismo administrativo y burocrático. Con la reforma de Pedro IV entraban a trabajar a la Cancillería gente muy preparada en los campos de la teología, el derecho, la escritura, etc. Su tarea era redactar los documentos oficiales, que pronto fueron considerados modelos de buen escribir.
Pronto el catalán de la Cancillería se convirtió en un tipo de lengua académica, puesto que era la lengua de los discursos y de los documentos que firmaba el rey, y esto la legitimaba y hacía que fuera aceptada incondicionalmente en todos los territorios de la Corona. La prosa de la Cancillería fue un factor importante de unidad de la lengua administrativa y literaria.
Acabó siendo un tipo de modelo supradialectal: andamio sobre la modalidad dialectal del barcelonés, fue aceptada por todos los escritores como un tipo de forma estándar.

## DelsigloXVhasta la Renaixença

### El contexto político y social. Los Trastámara
En el año 1410 muere sin descendencia el rey Martín el Humano y se extingue la dinastía catalana. El heredero al trono de la Corona de Aragón sale del Compromiso de Caspe (1412) y no es ningún otro que Fernando de Antequera, de la dinastía castellana de los Trastámara. Hay quien ve en este cambio de dinastía el primer síntoma de decadencia en la cultura catalana, pero lo cierto es que este siglo XV pasó a la historia como el Siglo de Oro valenciano, el más glorioso para la historia de la literatura catalana.
A pesar de esto, durante este siglo XV, Barcelona y Cataluña pierden peso específico en la Corona aragonesa en favor del Reino de Valencia, que se erige en el motor económico y cultural de toda la Corona a lo largo del siglo. A este hecho ayudó la guerra civil catalana.

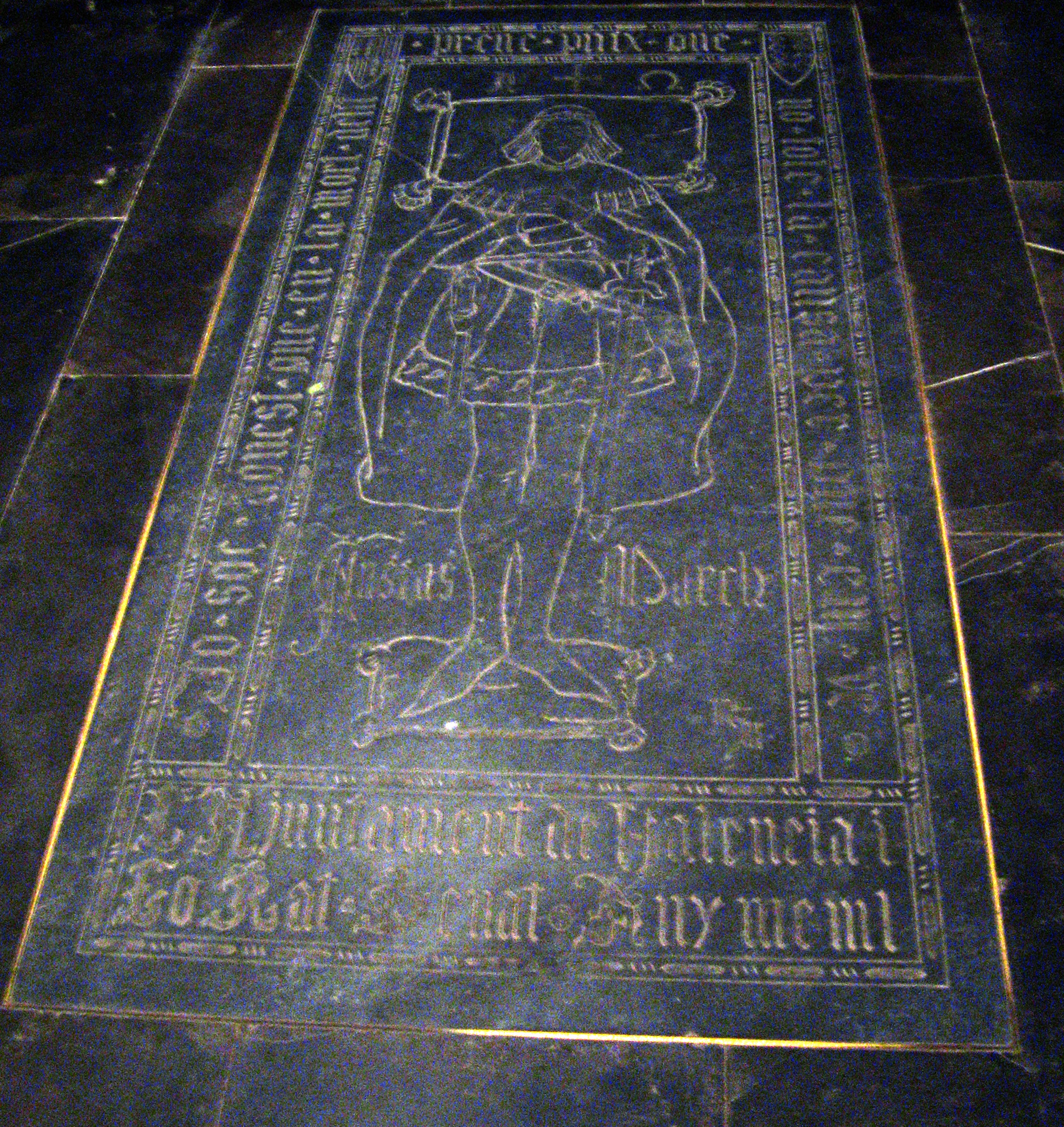
Tumba de Ausiàs March en la Catedral de Valencia.

### La poesía

#### Los primeros intentos de ruptura con el occitano
La poesía culta catalana en el XV inicia una tímida ruptura con la poesía trovadoresca: el valenciano Jordi de Sant Jordi y el Andreu Febrero son dos ejemplos de este tímido abandono de formas y fondos trovadorescos, si bien utilizan un catalán lleno de occitanismo. Otros poetas que escriben en un catalán aprovenzalizado son Jaume y Pere March y Gilabert de Pròixita.

#### Ausiàs March
El primer poeta valenciano que rompe definitivamente con la poesía trovadoresca es el valenciano Ausiàs March (1397-1459). Su obra poética, de más de diez mil versos, presenta solo una veintena de occitanismos, lo cual significa el final de la influencia de los trovadores provenzales y el comienzo de una poesía plenamente catalana.

### La narrativa
En el siglo XV, la novela en valenciano se encuentra en pleno auge. Algunas obras son anónimas, como el Curial e Güelfa y otras de autores conocidos como Anselm Turmeda, quien se convirtió al islam y escribió historias anticlericales.
La mayor obra de la narrativa medieval valenciano el Tirant lo Blanc, de Joanot Martorell. Fue admirada incluso por Miguel de Cervantes, ya que es la única novela de caballería que salva del fuego en la quema de la biblioteca de Alonso Quijano:

—¡Válame Dios! —dijo el cura, dando una gran voz—. ¡Que aquí esté Tirante el Blanco! Dádmele acá, compadre; que hago cuenta que he hallado en él un tesoro de contento y una mina de pasatiempos. Aquí está don Quirieleisón de Montalbán, valeroso caballero, y su hermano Tomás de Montalbán, y el caballero Fonseca, con la batalla que el valiente de Tirante hizo con el alano, y las agudezas de la doncella Placerdemivida, con los amores y embustes de la viuda Reposada, y la señora Emperatriz, enamorada de Hipólito, su escudero. Dígoos verdad, señor compadre, que, por su estilo, es éste el mejor libro del mundo: aquí comen los caballeros, y duermen, y mueren en sus camas, y hacen testamento antes de su muerte, con estas cosas de que todos los demás libros de este género carecen. Con todo eso, os digo que merecía el que le compuso, pues no hizo tantas necedades de industria, que le echaran a galeras por todos los días de su vida. Llevadle a casa y leedle, y veréis que es verdad cuanto dél os he dicho.

La gran obra narrativa del siglo XV y del valenciano medieval es, sin embargo, el Tirant lo Blanc de Joanot Martorell (y acabada por Martí Joan de Galba), de la cual Cervantes dice al Quijote que se trata de una de las mejores obras de caballerías escritas hasta entonces. Trata la historia de un caballero bretón que va a Constantinopla para luchar contra los turcos. Se observan dos estilos según el momento narrativo: uno de culto y solemne y otro de vivo y directo que recoge el habla coloquial de Valencia de esa época.
Otra obra importante y original es l'Espill o Llibre de les dones del valenciano Jaume Roig. Se trata de una obra escrita en versos, con un lenguaje rico y popular y que contiene grandes dosis de observación y de misoginia desmedida.

#### ElCurial e Güelfa

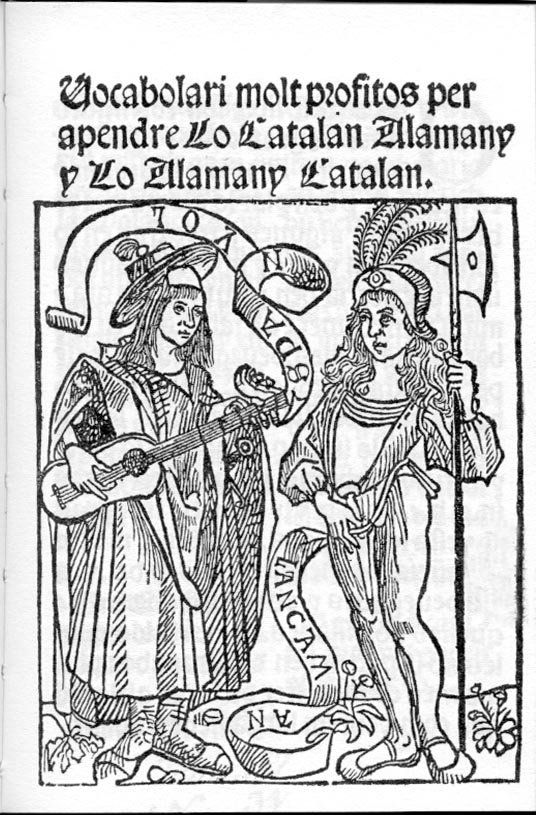
Vocabolari molt profitós per aprendre lo catalan-alamany y lo alamany-catalan (vocabulario muy provechoso para aprender el catalán-alemán y el alemán-catalán), 1502.

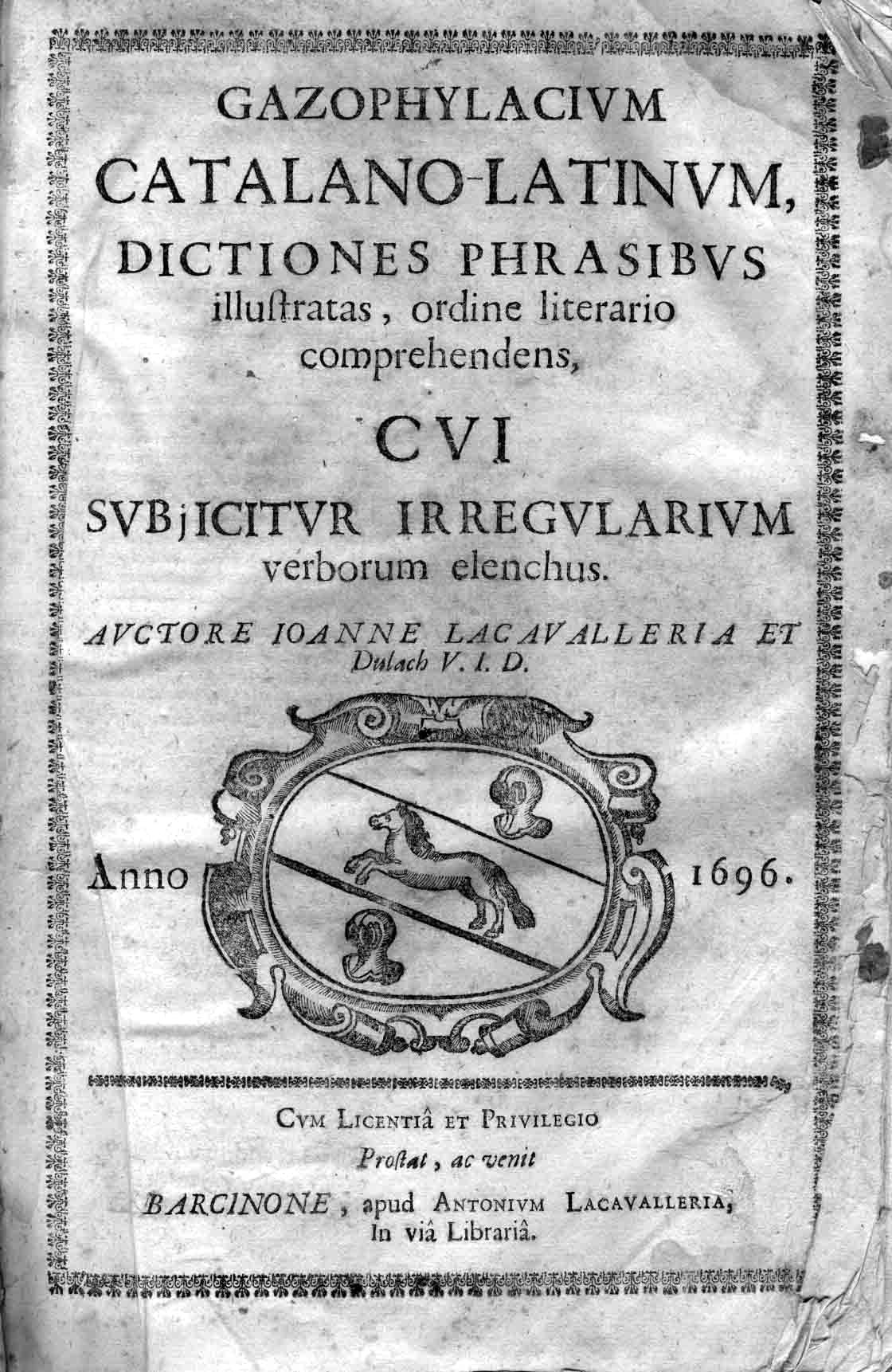
Gazophylacium catalano-latinum, 1696.

El Curial e Güelfa es una novela caballeresca que nos ha llegado anónimamente. Seguramente fue escrita entre 1435 y 1462 y a partir de la lengua empleada suponemos que su autor era de Cataluña, de la Cataluña Vieja, seguramente. En el Curial e Güelfa encontramos bastantes influencias francesas e italianas, tanto en cuanto al léxico como en cuanto a los ambientes.

#### ElTirant lo Blanc
La novela profana más leída durante el siglo XV fue lo Tirant lo Blanc, escrita entre 1460 y 1490 por el valenciano Joanot Martorell. La obra, considerada pieza maestra de la narrativa valenciana y universal de todos los tiempos, es una novela total: caballeresca, histórica, militar, de costumbres, erótica, psicológica, etc. Sobre una base inicial de la materia de Bretaña, Joanot Martorell construye la obra yuxtaponiendo fuentes orales y escritas de procedencia diversa: artúricas, clásicas, italianas, españolas, etc.

#### L'Espill
L'Espill es una novela en verso de carácter misógino. Fue escrita por el valenciano Jaume Roig entre 1455 y 1462 y se compone de más de dieciséis mil versos tetrasílabos. El Espill consta de un prefacio y de cuatro libros que, a su vez, se dividen en cuatro partes. En el prefacio, el narrador hace una declaración de principios, éticos y estilísticos. En el libro primero, "De su juventud", conocemos al protagonista, que habla siempre en primera persona y explica ahora como fue su infancia. Huérfano de padre y expulsado de su casa por su madre, se ve obligado a ganarse la vida en Valencia. Poco después emprende un viaje aventurero, primero por Cataluña y luego por Francia. Lucha en la guerra de los Cien Años con las tropas francesas y en París, cuando ya es rico gracias a los botines obtenidos, interviene en la vida caballeresca. El segundo libro, "De cuando estuvo casado", narra los sucesivos fracasos matrimoniales del protagonista, primero con una doncella que al final resultó que no lo era, después con una viuda, en tercer lugar con una novicia y, finalmente, explica el frustrado intento de casarse con una beguina. En el tercer libro, "De la lección de Salomón", el protagonista, desesperado por no poder encontrar una esposa adecuada, pretende casarse con una parienta suya. Entonces se le aparece en sueños Salomón, el sabio bíblico por antonomasia, que le suelta una larga invectiva contra las mujeres que corrobora con ejemplos bíblicos las malas experiencias relatadas en los dos libros anteriores. Y el cuarto libro se titula "De enviudar".

#### La "valenciana prosa". Joan Roís de Corella
En estos momentos del siglo XV ya hacia siglos que se discutía la unidad lingüística de la catalanofonia, y es en este momento que surge el término de "valenciana prosa", referido sobre todo a un estilo de escritura determinado, caracterizado por la preciosidad y artificiosidad, con calcos del latín que desembocaban en una retórica barroca. Es una prosa "de arte".
La figura más relevante que utilizó este estilo fue Joan Roís de Corella, también valenciano y nacido entre 1433 y 1443, y muerto en 1497. Su obra más conocida es la Tragedia de Caldesa. Se considera Corella la última gran figura de la literatura valenciana medieval.

### El inicio del retroceso de la lengua

#### El proceso de sustitución lingüística

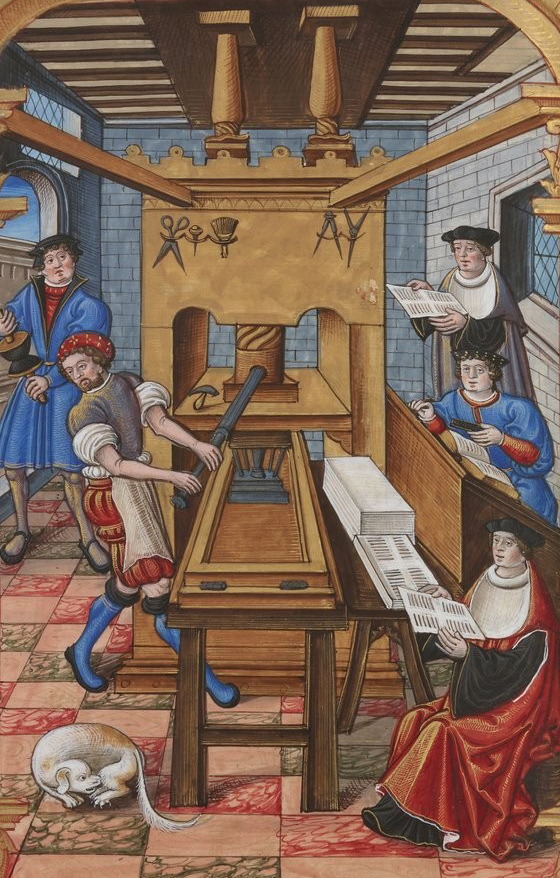
Imprenta del

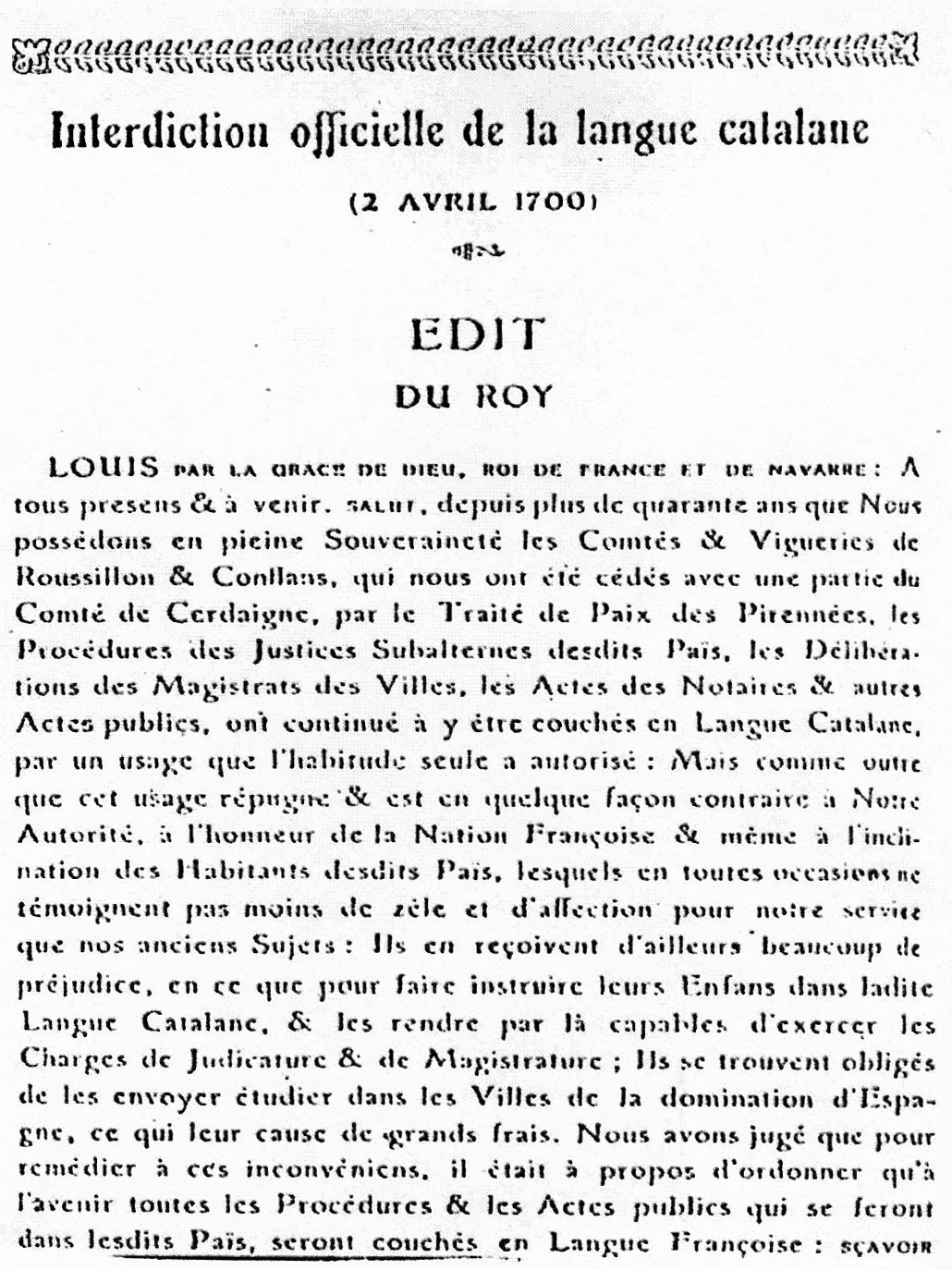
Decreto de Prohibición Oficial de la Lengua Catalana en el Rosellón.

Durante los siglos XVI y XVII el catalán continuará siendo la lengua de uso popular en todos los niveles: en la relación familiar, en la iglesia, en la administración, en la escuela, en los libros técnicos y de historia, etc. Sin embargo, el castellano se irá introduciendo en la catalanofonía. Los hechos que aceleran la presencia del castellano en los territorios de lengua catalana fueron:
1. La influencia de la corte castellana. Los Trastámara castellanos habían respetado el uso del catalán y este no se resintió hasta que Fernando II de Aragón e Isabel I de Castilla se casaron y la Corona de Aragón quedó ligada al proyecto de monarquía hispánica gestado por los Reyes Católicos (1479-1516). Fruto de la castellanización de la corte, la aristocracia catalana se fue castellanizando.
2. El esplendor de la literatura castellana. Algunos escritores catalanes, deslumbrados por la literatura renacentista y barroca castellana cambiarán su lengua por la castellana (Juan Boscán)
3. La imprenta. La producción de libros en castellano irá desplazando la de libros en catalán por una cuestión de mercado.
4. La Guerra de los Segadores (1640-1659). Enfrentó a Cataluña con Felipe IV y el centralismo político español, y comportó la derrota de Cataluña y la cesión al estado francés, mediante el Tratado de los Pirineos (1659), de las comarcas del Rosellón, el Conflent, el Vallespir y la Alta Cerdaña. En estos territorios se prohibió el catalán.

#### LaDecadència
Muchos estudiosos se refieren a los siglos XVI, XVII y XVIII de la cultura catalana con el término de Decadència para dar a entender el retroceso que sufrió el catalán durante estos años. Es, sin embargo, un término impreciso, puesto que no refleja la realidad total de la lengua, sino solamente una parte, la que afecta a la producción culta. Aun así la lengua oral y escrita de las clases populares en los territorios catalanohablantes continuará siendo el catalán, al menos hasta el siglo XVIII.
A pesar del descenso cuantitativo y sobre todo cualitativo de las producciones literarias cultas en lengua catalana, podemos señalar unos cuántos nombres: Cristòfor Despuig, autor de los Col·loquis de la insigne ciutat de Tortosa (1557), Pere Serafí, Francesc Vicens García (el "rector de Vallfogona"), Francesc Fontanella, Juan Ramis, etc.

#### La Guerra de Sucesión y los Decretos de Nueva Planta

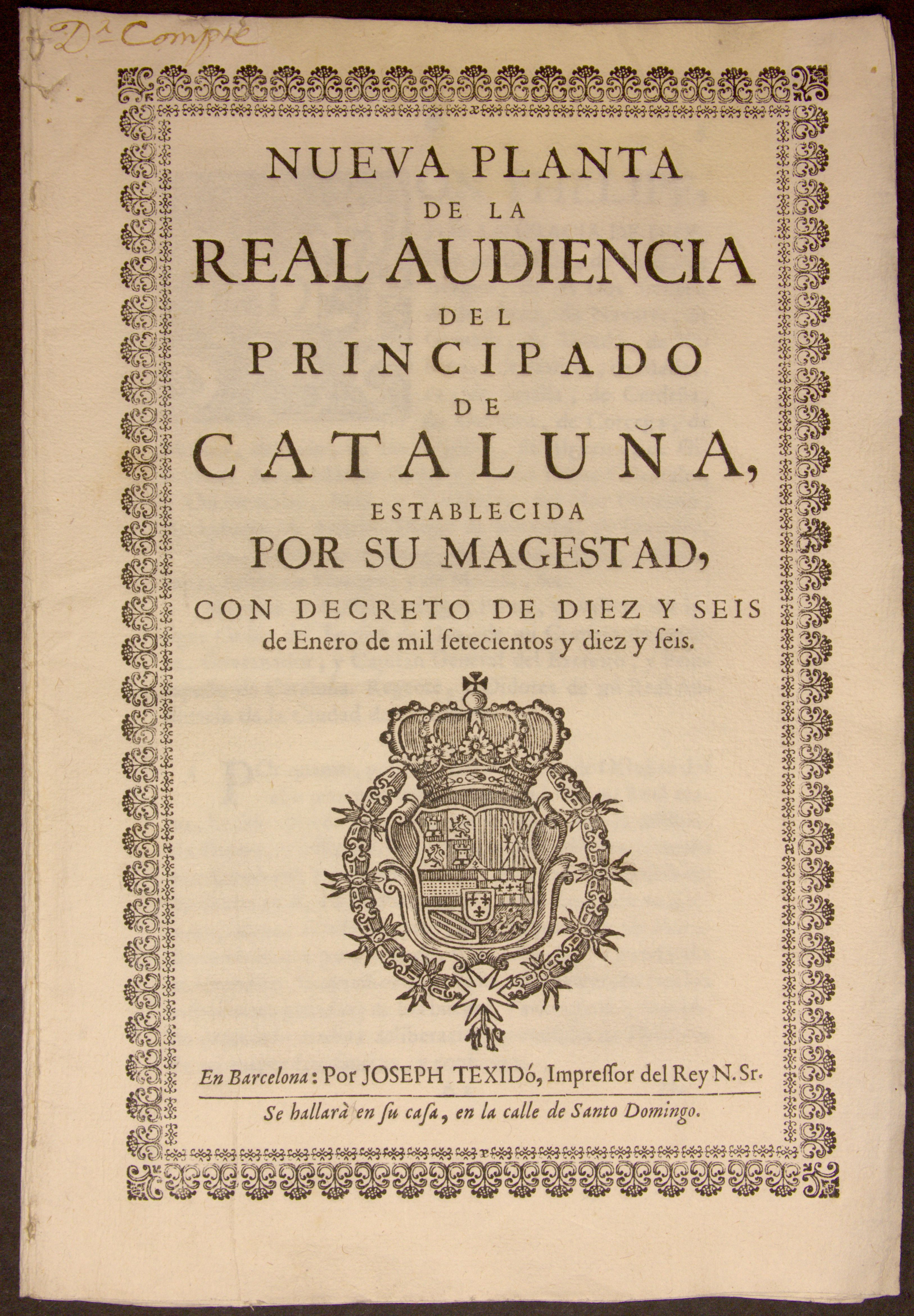
[http://books.google.es/books?id=epd1t_OqzSIC&hl=es&source=gbs_navlinks_s Nueva Planta de la Real Audiencia del Principado de Cataluña.

El año 1700 muere sin descendencia Carlos II, y estalla una guerra entre los partidarios del archiduque Carlos de Austria y los de Felipe de Anjou, de la dinastía absolutista de los Borbones. La Corona de Aragón se posicionó a favor del archiduque, que acabó derrotado. Las consecuencias para el uso de la lengua catalana serían considerables, puesto que el nuevo soberano, Felipe V, promulgó el Decretos de Nueva Planta, según los cuales, en los territorios de la Corona de Aragón, se suprimían los derechos y las instituciones forales, y se producía una castellanización de la administración pública que abarcaba a la Real Audiencia, la Capitanía General, y otros elementos de la administración regia, como las corregidurías, o veguerías.
La creciente castellanización durante los siglos anteriores ya había ocasionado una cierta crisis en la conciencia idiomática unitaria,[cita requerida] que se acentuó a partir de la promulgación de los Decretos de Nueva Planta. La voluntad central de hacer menguar la lengua y la cultura de La Corona de Aragón se aceleró el 20 de febrero de 1712 cuando se dictaron instrucciones secretas a los corregidores del territorio aragonés "para el ejercicio de sus empleados": "Pondrá el mayor cuidado en introducir la lengua castellana, a cuyo fin dará las providencias más templadas y disimuladas para que se consiga el efecto, sin que se note el cuidado".
La aplicación del Decreto de Nueva Planta de la Real Audiencia del Principado de Cataluña no imponía limitaciones legales al uso de la lengua catalana en las administraciones locales, ni en actividades reguladas como aquellas ejercidas por los miembros de los colegios notariales. De hecho, en la propia Real Audiencia, el conocimiento de los usos escritos de la lengua catalana continuó siendo imprescindible durante la mayor parte del siglo XVIII.

## Desde la Renaixença hasta la actualidad

### Cataluña en elsigloXIX

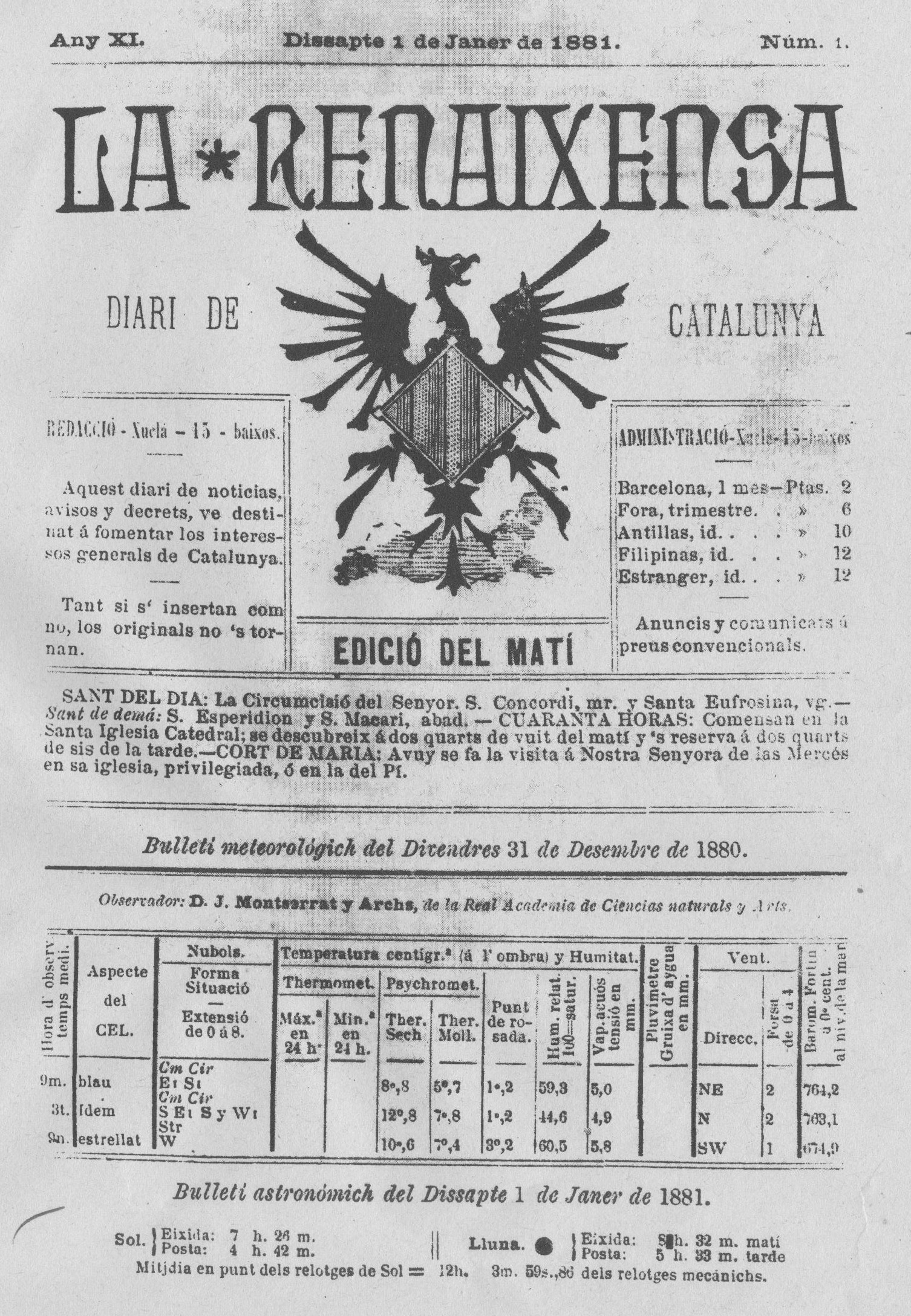
La cabecera de La Renaixença fue diseñada por Lluís Domènech i Montaner en 1880. Conjuga el escudo de Cataluña con el ave Fénix.

En la primera mitad del siglo XIX, la realidad sociolingüística de los territorios de habla catalana es parecida a la del siglo anterior. La nueva clase burguesa mantiene las mismas actitudes que la aristocracia: la adopción del castellano y el destierro de la tradición catalana. Todo ello acentúa la diglosia.
Sin embargo, a partir de la segunda mitad del siglo se produce un cambio muy importante en el comportamiento de los catalanes hacia su idioma. Las bases de este cambio se patentizan en el nacimiento de un movimiento literario renovador, la Renaixença catalana, y en la aparición del catalanismo político, que se enfrentará con el centralismo de Madrid. Especial importancia tuvo el cambio de actitud de la burguesía, que acabó haciendo suyas estas reivindicaciones catalanistas.

### La Renaixença

#### Lengua e ideología
La Renaixença catalana es un movimiento literario estrictamente de Cataluña. Podemos considerar que nace en 1833 con la publicación de la Oda a la Pàtria de Bonaventura Carles Aribau, y llega en su punto más alto en 1877, en qué Jacinto Verdaguer y Àngel Guimerà triunfan en los Juegos Florales.

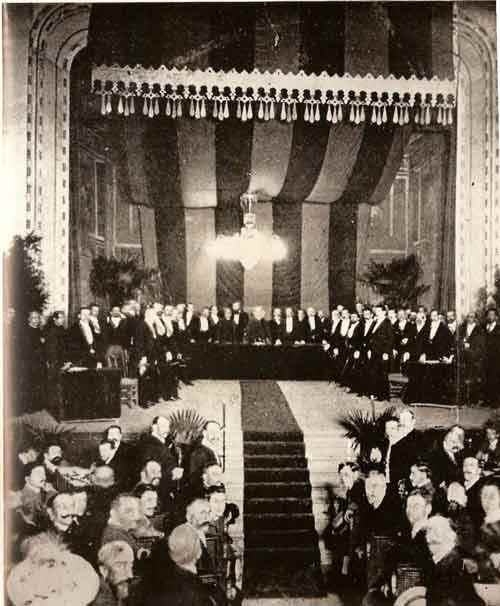
Inauguración del I Congreso Internacional de la Lengua Catalana

La Renaixença es un movimiento gestado por la burguesía y que tiene muchos puntos en común con el Romanticismo que nace durante el siglo XIX sobre todo en Alemania e Inglaterra. Los románticos europeos reivindicarán las culturas nacionales y el regreso al esplendor de la Edad Media. Así pues, por un lado se intenta reconstruir la época de máximo esplendor de la lengua catalana a partir de la divulgación de clásicos y de la literatura popular, a la vez que se intenta normalizar y normativizar la lengua, entendida nuevamente como el principal vehículo aglutinador de Cataluña.

#### La literatura
Los Juegos Florales desvelarán la inquietud por el uso y por el estado en que se encuentra la lengua catalana. Fruto de este renovado interés empiezan a surgir grandes autores en los diferentes géneros. En poesía destaca Jacinto Verdaguer, autor de L'Atlàntida; en teatro Àngel Guimerà y Frederic Soler (Pitarra), y la novela, prácticamente muerta de acá el siglo XV, resurgió con L'orfeneta de Menargues (1862) y sobre todo con Narcís Oller.

#### Estudios sobre la lengua
Todo a lo largo del siglo XIX el interés por la lengua catalana hará que aumente considerablemente el número de estudios. A la hora de buscar un modelo de lengua surgieron dos tendencias lingüísticas irreconciliables: la de aquellos que propugnaban un catalán "académico" (un catalán arcaizante alejado de la lengua empobrecida y castellanizada del momento) y la de aquellos que defendían "el catalán que ahora se habla" (el catalán habitual de la gente del pueblo, aunque tuviera hispanismos).
La prensa jugó un papel muy importante en la difusión de las polémicas de normativización del catalán, sobre todo la revista "L'Avenç". Se proponían acabar con la anarquía ortográfica y elaborar un buen diccionario, unificar los dos modelos de lengua (el culto y el popular) y depurar el léxico, pleno de barbarismos. En esta tarea tuvo una importancia capital Pompeu Fabra, autor en 1891 de un Ensayo de gramática del catalán moderno que sirvió para poner las bases de la codificación lingüística que realizó el Instituto de Estudios Catalanes el año 1913, con la publicación de las Normas ortográficas.

### Normativización de la lengua catalana
A principios del siglo XX el catalán era la lengua mayoritaria y natural de la gente, pero no existía todavía un estándar ni unas normas. Además Enric Prat de la Riba era consciente de que "de la cultura catalana el estado no se preocupa y las diputaciones tenemos que suplir esta deficiencia fomentando el cultivo y perfeccionamiento de la lengua". Cuando se creó el IEC se hicieron dos encargos a la Sección Filológica liderada por Pompeu Fabra: sistematizar unas reglas de escritura y promocionar el catalán como lengua de uso científico, objetivos que se explicitaron durante la constitución del IEC: "el restablecimiento y la organización de todo lo que se refiere a la cultura genuinamente catalana" y "la investigación científica de todos los elementos de la cultura catalana". El IEC publicó las Normas ortográficas en 1913, dotando el catalán de una ortografía formal. Inmediatamente se generaron grandes y duros debates sobre algunas de las decisiones ortográficas tomadas (lo más encarnizado fue lo de escribir los plurales -es y no -as), pero poco a poco se fueron aceptando: La Mancomunidad adoptó enseguida el catalán de Fabra y lo promocionó: todas sus instituciones lo adoptaron como lengua vehicular, desde las diversas escuelas de educación profesional hasta las escuelas de primaria. En 1916 la Mancomunidad de Cataluña envió una petición oficial para reconocer la lengua catalana como cooficial, adjuntando un detallado programa de normalización lingüística. La propuesta provocó quejas y presiones de la Real Academia Española, hasta que el entonces presidente, el conde de Romanones, dijo que nunca daría este reconocimiento al catalán, porque se usaba como emblema político.
La Generalidad republicana en gran parte continuó y amplió la política educativa de la Mancomunidad de Cataluña. Tuvo muchas dificultades financieras y la cesión de competencias no se acabó nunca de hacer en su totalidad. En general este periodo constituyó un ensayo y una lección histórica para la realización posterior de la Generalidad de 1977.

### La dictadura franquista
La victoria del general Francisco Franco en la Guerra Civil de 1936-1939 significó la represión de cualquier signo de catalanidad. Fueron abolidos el Estatuto de Autonomía, el Parlamento de Cataluña y la Generalidad de Cataluña. Durante el periodo franquista (1939-1975), el catalán fue excluido de la esfera pública y administrativa y quedó reducido al uso familiar y vecinal. El castellano pasó a ser la única lengua de la enseñanza, de la administración y de los medios de comunicación. El uso coloquial disminuyó más con las grandes oleadas inmigratorias de castellanoparlantes del siglo XX, sobre todo las de los años 1960 y 1970, procedentes del resto de España, sobre todo de Andalucía y Extremadura, y que en gran parte se concentraron en el área metropolitana de Barcelona. Todo esto provocó un gran retroceso del uso social del catalán y de su conocimiento, hasta el punto que en Cataluña el castellano superó al catalán como lengua materna por primera vez en su historia. En Cataluña el factor más importante del bilingüismo social es la inmigración desde el resto de España en el siglo XX. Se ha calculado que, sin migraciones, la población de Cataluña habría pasado de unos 2 millones de personas en 1900 a 2,4 en 1980, en vez de los más de 6,1 millones censados en esa fecha (y superando los 7,4 millones en 2009); es decir, la población sin migración habría sido solamente el 39 % en 1980. 
En contraste con lo ocurrido con la inmigración recibida anteriormente en la década de 1920 y 1930, durante la mayor parte de la dictadura de Franco se propició la exclusión total del idioma catalán del sistema educativo (fue relegado a la esfera privada y familiar), en el que se llegaron a utilizar en algunos lugares métodos en los que los propios alumnos tenían que denunciar al alumno que hablara catalán cediéndole una canica. La lengua catalana llegó también a prohibirse en las lápidas de las tumbas en el período de posguerra. Hasta el año 1951, Rafael Aracil, Joan Oliver y Antoni Segura han considerado que la persecución de la lengua fue «total».
Tanto en el interior de Cataluña como en el exilio, hubo varias iniciativas como libros (“Rosa mística” de Mossén Camil Geis, revistas (como "Dau al set", dirigida por Brossa) y campañas para suplir el silencio impuesto por el régimen, por ejemplo, Pío Daví y Maria Vila realizan campañas de teatro vernáculo, estrenando "L'hostal de la gloria", de Josep Maria de Sagarra.
Hasta 1946, y sin que rigiera ninguna norma escrita, Cataluña fue un páramo de letra impresa en catalán y occitano. A pesar de ello, en 1941 se reeditó de manera clandestina Poesies de "Lo Gayter del Llobregat", en conmemoración del centenario de la edición original, tal como 100 años atrás había marcado el movimiento de la Renaixença. Fue presentado en el homenaje a su autor, Joaquim Rubió i Ors, en uno de los primeros actos clandestinos.
Los tres libros constitutivos de la reanudación literaria fueron editados por jóvenes. Las obras fueron (con una tirada de 100 ejemplares cada uno): las Elegías de Bierville (1943) de Carles Riba, El aprendiz de poeta (1943) de Josep Palau i Fabre, y Cementeri de Sinera (1946) de Salvador Espriu. Un sentido básico de continuidad tienen las grandes obras, ya en la coyuntura posterior a 1946, que fueron encargadas a escritores consagrados que volvieron del exilio el bienio 1942-1943. En este capítulo se encuentran la traducción de la Odisea (1948) por Carles Riba, o las del pedagogo Alexandre Galí, Historia de las Instituciones, que son todavía obras básicas.

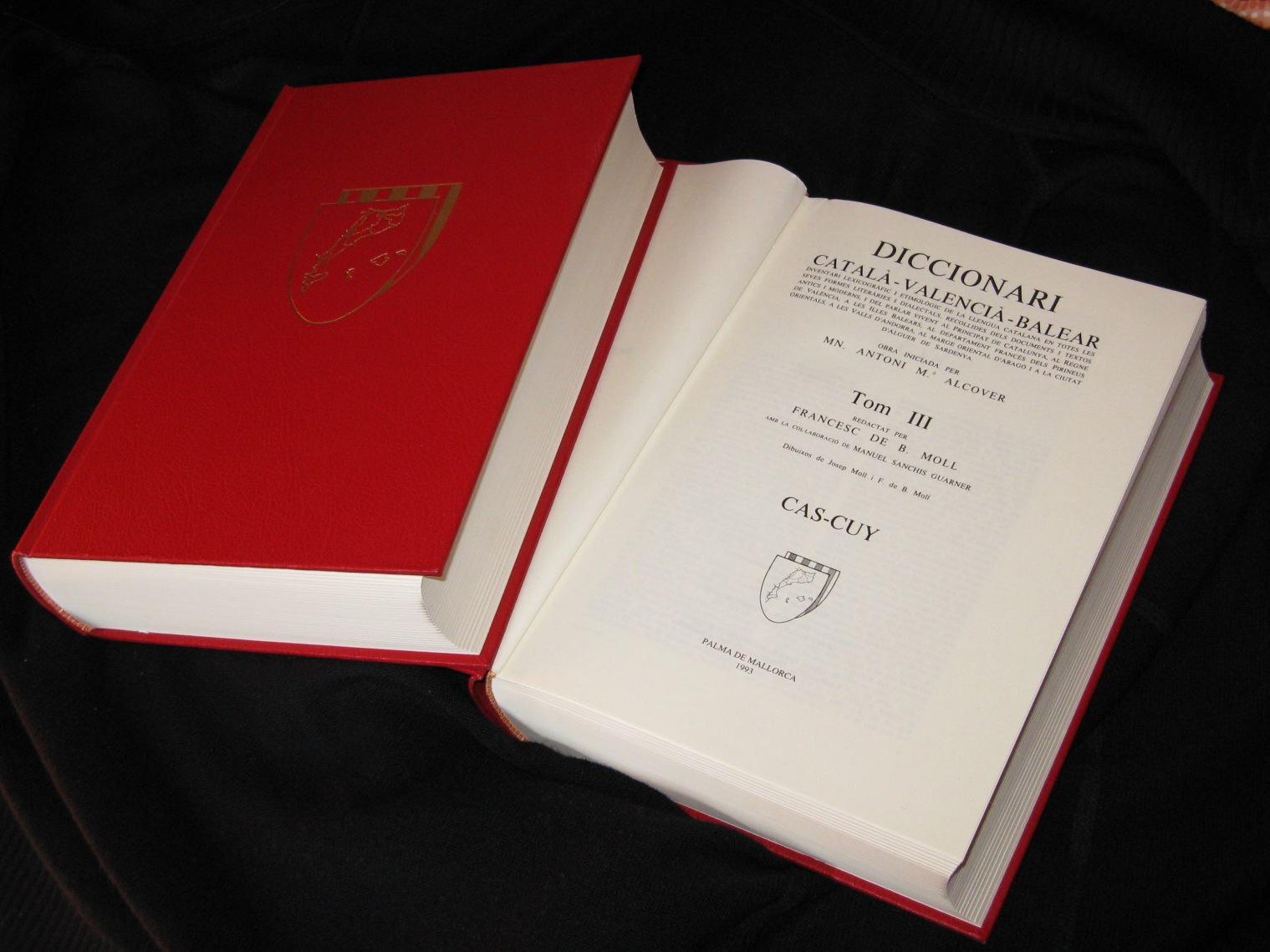
La versión impresa del Diccionari català-valencià-balear.

Con la victoria de los aliados en la Segunda Guerra Mundial, el franquismo tuvo que corregir parcialmente la política de represión total de la lengua y del libro. Este cambio representaba, de facto, el reconocimiento de la lengua y la literatura catalanas. Así lo atestiguaba el Instituto de Estudios Catalanes al editar, en 1947, un primer volumen de tema no humanístico, para demostrar que el catalán era una lengua de ciencia.
Lo que se denominó la escletxa ('la brecha') se abrió en mayo de 1946, con la autorización de teatro en catalán, del Orfeón Catalán, y de la edición de algunos libros en catalán. La medida, muy restrictiva, sólo afectó a libros de bibliófilo, de folclore y algún clásico, pero nada de ensayo, ni traducciones, ni historia, ni novela, ni divulgación, ni infantiles ni juveniles, porque se quería impedir el acceso de estos últimos a la lectura.
En 1949 el filólogo Francesc de Borja publicó el Diccionari català-valencià-balear (Diccionario catalán-valenciano-balear), completado en 1962, que afirmaba la unidad de la lengua y que llevó a una campaña en todos los territorios de habla catalana, convirtiéndose a la vez en un mensaje de afirmación de la identidad catalana.
En el segundo Franquismo, una cierta apertura del régimen permitió un tímido cambio en la exclusión del idioma que dio pie a una serie de pasos en contra de esa tendencia como la emisión en 1964 del primer programa de televisión en catalán por parte de TVE (Teatro catalán). Tanto la Nova Cançó (1961) —con limitaciones, como puso de manifiesto la prohibición a Joan Manuel Serrat de cantar en catalán en el festival de Eurovisión de 1968— como la creación en 1971 de la Asamblea de Cataluña, en la que se aglutinaban las fuerzas antifranquistas, son fenómenos que se han considerado como ejemplos del mantenimiento del uso del idioma catalán durante la dictadura. En 1970 la última ley educativa de Franco abría la puerta al uso de lenguas distintas en la enseñanza primaria, vía que sería desarrollada por un decreto cinco años más tarde. También en 1975, próximo ya el fallecimiento de Franco, otro decreto permitía el empleo de otras lenguas nativas españolas en los ayuntamientos distintas del castellano.
Globalmente, la casi total exclusión del catalán del sistema educativo y las severas limitaciones a su uso en los medios de comunicación de masas durante todos estos años, tuvo consecuencias de larga duración y que estarían presentes años después del final de la dictadura, como se observa en las altas tasas de analfabetismo en catalán que se da entre las generaciones escolarizadas en esos años: en 1996 solo un tercio del tramo de edad comprendido entre los 40 y los 44 años era capaz de escribir en catalán, hablado por el 67 % de los censados, cifras que descendían al 22 % de los mayores de 80 años capaces de escribirlo con un 65 % de hablantes.

"A partir de la represión, el franquismo creó unas redes de complicidad en que miles de personas se vieron implicadas o fueron cómplices, de todas las maneras posibles, del derramamiento de sangre infligido, de las persecuciones efectuadas, de la vida de centenares de miles de personas en las prisiones, en los campos de concentración o en los Batallones de Trabajadores. En definitiva, de las formas más diversas de represión: política, social, laboral, ideológica, y, en el caso de Cataluña, de un intento de genocidio cultural que pretendía hacer desaparecer de raíz su especifica personalidad nacional..."
Josep Maria Solé i Sabaté y Joan Vilarroya i Font

### Situación actual

En 1983 se creó TV3, el primer canal de televisión que se emitía íntegramente en catalán y el primer medio de comunicación de masas en esta lengua.

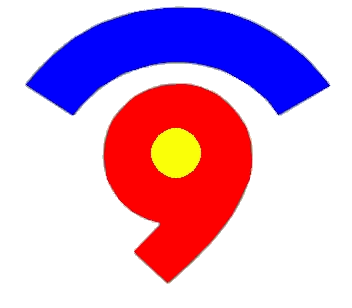
En 1989 se creó Canal Nou, canal de televisión público de Valencia, en el que la mayor parte de la programación se emitía en valenciano, siendo junto con TV3 uno de los principales medios de comunicación de masas en esta lengua.

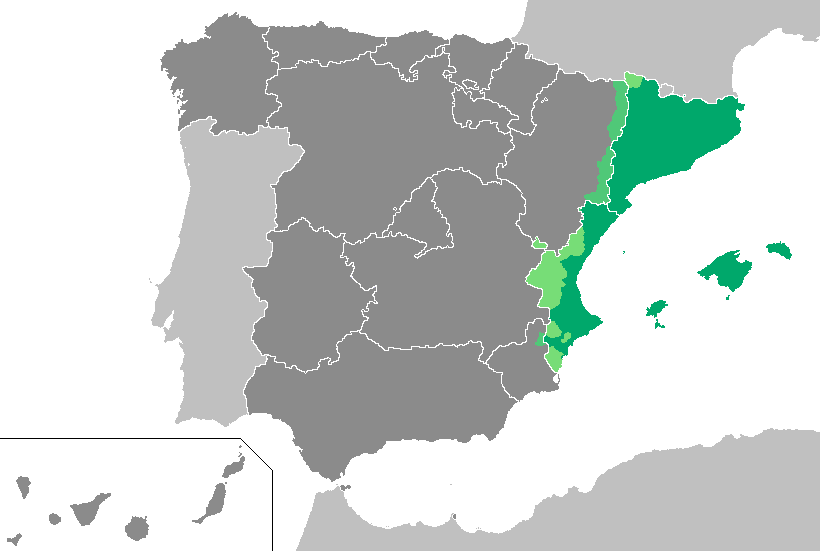
El idioma catalán en España
Territorios catalanoparlantes donde el catalán es oficial
Territorios catalanoparlantes donde el catalán no es oficial
Territorios históricamente no catalanoparlantes donde el catalán es oficial

Después de la muerte de Franco, se inició una nueva etapa de recuperación lingüística con el restablecimiento de la Generalidad de Cataluña (1977), la Generalidad Valenciana (1979) y el Parlamento de las Islas Baleares (1983). El catalán será oficial junto con el castellano en estas tres comunidades autónomas aunque en Cataluña y en las Islas Baleares se lo conoce como lengua catalana (reconociendo las modalidades insulares propias en el caso balear), y en la Comunidad Valenciana como lengua valenciana.
Hoy en día, aun después de la oficialización del catalán en la educación y la administración pública, la mayoría de los medios de comunicación (cadenas de televisión, emisoras de radio, diarios y revistas, etc.) usan el castellano, igual que muchos de los intercambios económicos, mientras que la lengua de la ciencia y la tecnología es, básicamente, el inglés. Sin embargo, la recuperación del catalán en la educación y a la creación de nuevos medios de comunicación en catalán como TV3, Catalunya Ràdio y nuevos diarios el conocimiento del catalán ha aumentado muy considerablemente en los diversos ámbitos de la vida social, por lo que es ampliamente usado en la mayor parte de ámbitos.
Las políticas lingüísticas catalana, valenciana y balear han promocionado con más o menos éxito el uso oficial en catalán, tanto en la educación como en las administraciones, sobre todo en las regionales y locales. El uso del catalán ha avanzado más, especialmente en Cataluña. En el sector privado, sobre todo en Baleares y en la Comunidad Valenciana, el catalán es muy débil en el ámbito económico, laboral, científico, tecnológico y comercial. Pese avances palpables, es minoritario o inexistente en la televisión y en la prensa nacionales, en el cine, en la música, en la literatura, en los videojuegos, en los juguetes, en los productos de consumo y en los prospectos farmacéuticos, a pesar de una fuerte industria editorial y de un nivel creativo muy considerable. Disfruta de una presencia paritaria en la radio y en el teatro en Cataluña. Existe un amplio uso en internet, donde goza de dominio propio (.cat) y es la 23ª lengua por número de usuarios; sin embargo, no se puede hablar de un espacio comunicativo catalán que supere fronteras regionales y estatales. La siguiente table resume el grado de conocimiento a principios de siglo XXI (2003-04):
| Territorio                | Hablar | Entender | Leer | Escribir |
| Cataluña                  | 84,7   | 97,4     | 90,5 | 62,3     |
| Comunidad Valenciana      | 57,5   | 78,1     | 54,9 | 32,5     |
| Islas Baleares            | 74,6   | 93,1     | 79,6 | 46,9     |
| Rosellón                  | 37,1   | 65,3     | 31,4 | 10,6     |
| Andorra                   | 78,9   | 96       | 89,7 | 61,1     |
| Franja Oriental de Aragón | 88,8   | 98,5     | 72,9 | 30,3     |
| Alguer                    | 67,6   | 89,9     | 50,9 | 28,4     |

(% de la población de 15 y más años).
Otras circunstancias no políticas también afectan el futuro del catalán. El uso como lengua coloquial entre ciudadanos, sobre todo, en las zonas urbanas y entre los jóvenes, el uso del catalán no es mayoritario. En zonas urbanas y entre los jóvenes  algunos estudios han detectado un uso decreciente del catalán frente al castellano, esto contrasta con el uso oficial por parte de las administraciones, donde el uso del catalán sí ha crecido notoriamente desde 1980. Ni siquiera en Cataluña, donde el avance del catalán ha sido mayor, el intento de normalizar el catalán como lengua claramente predominante no se ha dado. Todavía el ámbito judicial, en el cine, en los videojuegos, en los juguetes, en los productos de consumo y en los prospectos farmacéuticos, el uso del castellano, el francés o el italiano supera al del catalán. Así el catalán no tiene un uso mayoritario en las regiones catalanófonas de España, Francia o Italia. Incluso la interferencia de estas otras lenguas romances, afecta la autenticidad léxica y gramatical del catalán.
El futuro del catalán parece ligado, además de la propia dinámica social, a la política lingüística por parte de gobiernos, empresas y entidades, pero, también y sobre todo, del hecho de que instituciones y personas, catalanófonas o no, quieran y puedan percibirlo de otra manera. Es un hecho conocido que el uso social de una lengua, depende tanto del prestigio social como de la regulación normativa y jurídica.
El catalán contemporáneo, continuador del catalán moderno, es el catalán que más ha sufrido la presión del castellano y el que tiene más influencia castellana, tanto a nivel sintáctico como léxico e incluso fonético[cita requerida]. Esta fuerte influencia castellana se acentuó durante el siglo XX por la inmigración masiva procedente de regiones castellanoparlantes de España, que a diferencia de las anteriores no se pudieron integrar lingüísticamente y conservaron el uso social del castellano. Por otro lado, una de sus particularidades mayores es, especialmente el catalán escrito, y no tanto el catalán oral, con influencia importante y creciente de sintaxis y léxico castellanos por culpa del proceso de castellanización de la lengua catalana. La realidad sociolingüística de la catalanofonía provoca que en muchos ámbitos sociales e incluso familiares penetre el castellano, ámbitos informales que siempre habían sido de claro predominio de la lengua catalana. Todo ello acentúa el bilingüismo diglósico.

#### Ámbito educativo

Banderas de los territorios donde se habla la lengua catalana.

Con la democracia se implementó el uso la lengua catalana en el ámbito educativo. Sin embargo, la introducción del catalán en las aulas fue muy desigual según el territorio. Así, mientras que en Cataluña y en Baleares se adoptó un modelo lingüístico según el cual el catalán es la lengua vehicular principal, en la Comunidad Valenciana se siguió un modelo radicalmente diferente en el cual los padres pueden elegir, en teoría, la lengua de escolarización de los hijos.

#### Medios de comunicación en catalán

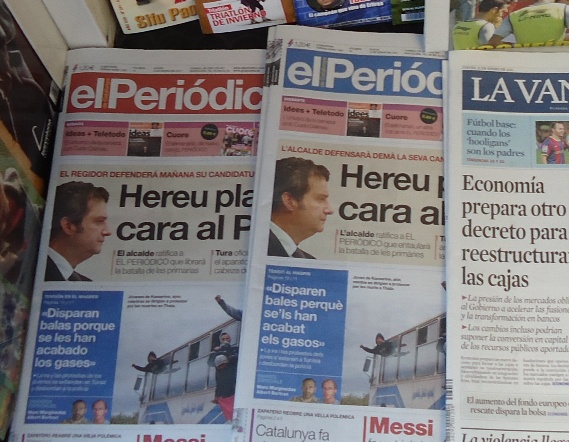
Ediciones de El Periódico en castellano (cabecera roja) y en catalán (cabecera azul).

En los territorios de lengua catalana existen diferentes medios de comunicación en catalán, los cuales conforman el llamado espacio catalán de comunicación. En el ámbito de la prensa hay que destacar la edición en catalán de La Vanguardia y El Periódico de Cataluña, los diarios editados solo en catalán El Punt Avui, Ara, Diario de Baleares y L'Esportiu; la numerosa prensa comarcal en catalán (Segre, Regió7, Diari de Girona, El 9 Nou, etc.), las revistas en catalán (El Temps, Sàpiens, etc.) y los numerosos diarios digitales en catalán (VilaWeb, Racó Català, Nació Digital, Ara.cat, 324.cat, etc.). En cuanto a la radio destacan Catalunya Ràdio, Ràdio Nou, IB3 Ràdio y RAC 1 como emisoras generalistas, Catalunya Informació como emisora de información 24 horas, y Catalunya Música, Sí Radio, Radio Flaixbac, Flash FM y RAC105 como emisoras musicales. Finalmente por el que respeta a la televisión hay que hacer mención de TV3, À Punt, IB3 Televisió y 8tv como canales generalistas y 3/24, SX3/33, Esport3, Barça TV y Fibracat TV como canales temáticos.